# バイオハザードシリーズ
『バイオハザード』（BIOHAZARD、英語圏の洋題: Resident Evil）シリーズは、カプコンによる日本のコンピュータゲームシリーズ。主なジャンルは「サバイバルホラー」で、派生作品によっては「サバイバルガンシューティング」、「サバイバルアクション」、「サバイバルシューター」などと銘打たれたものも含まれている。
表記は基本的に大文字で『BIOHAZARD』（『2』-『3』、『5』-『レクイエム』など）であるが、作品によっては『BIO HAZARD』（『1』）、『biohazard』（『0』、『4』など）、『Biohazard』（『アンブレラクロニクルズ』）などと表記が異なるものもある。

## 概要
1996年にPlayStationで発売された後にシリーズ化され、携帯アプリも含めて様々なハードで商品展開されている人気タイトル。移植作品を含めた2024年6月30日時点でのタイトル数は174作品にもおよび、全世界でシリーズ累計1億6,000万本以上を売り上げている。この実績は同社の代表作であるモンスターハンターシリーズ、ストリートファイターシリーズ、ロックマンシリーズを上回る。
本作以前にも「ホラーゲーム」と呼ばれる作品は発売されていたが、本作のヒットにより一ジャンルとして確立されて広く一般へ浸透した。同社では本作のヒットをきっかけに基本システムを流用した他のシリーズ作品としてディノクライシスシリーズ、鬼武者シリーズ、デビルメイクライシリーズなどの作品群も発売している。
本シリーズは肉体損壊および流血描写の過激さや登場するモンスター達のグロテスクさを特徴とし、ソフトのパッケージには「このゲームには暴力シーンやグロテスクな表現が含まれています。」といった主旨の注意書きが印字されている。
商品展開としてドラマCD化・小説化・漫画化などが行なわれており、登場人物や世界観をゲームと同一としたフルCGアニメ映画も製作されている。また、ゲーム上の設定を一部取り入れた実写映画が公開されており、こちらもシリーズ化されている。
ジャンルとしては『1』から『0』までのシリーズは探索を重視したホラーであり、『4』から『6』以降はアクション要素が強くなっているが、『7』以降からはホラー要素を重点に置いている。
シナリオはフラグシップが協力したが、同社は後にカプコンに吸収合併された。

### 日本国外

大文字のタイトルロゴ

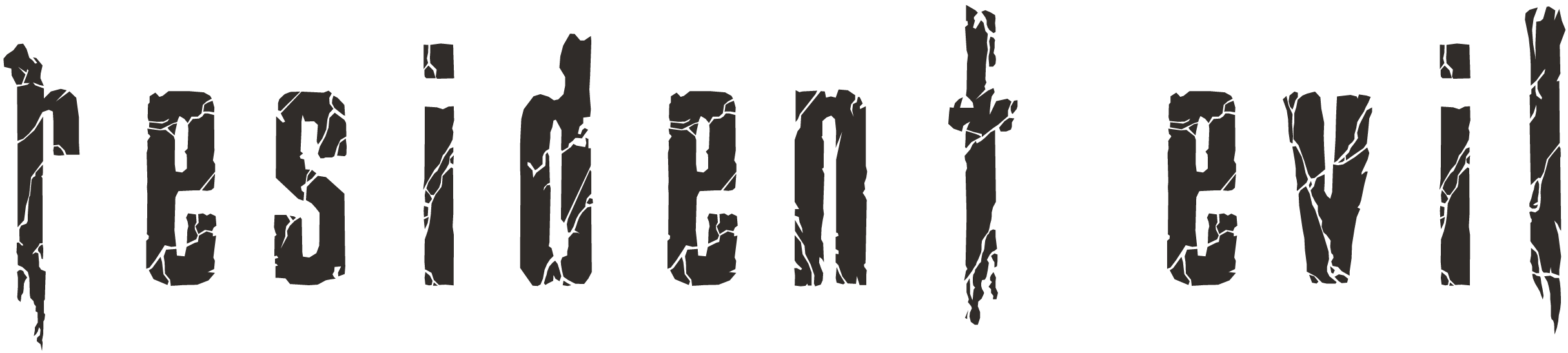
小文字のタイトルロゴ

日本国外における多くの国では『RESIDENT EVIL（レジデント イービル）』という意味のタイトルになっている。1994年後半にアメリカで発売をする際、"Biohazard"という名前のPCゲームが既にあったことや、ハードコアバンド「バイオハザード」の存在から、そのままの名前で商標登録はできないとマーケティング担当者から指摘された。そのため、その代わりの名前を社内で公募し、"RESIDENT EVIL"の名が選ばれた。
中国語版では、香港と中国大陸の場合は『バイオハザード』を中訳した『生化危机』、台湾（中華民国）では『Resident Evil』を中訳した『悪霊古堡』となっている。
『7』のタイトルにおいて日本版では『バイオハザード7 レジデント イービル』であるが、海外版は『レジデント イービル7 バイオハザード』とメインタイトルとサブタイトルが反対になっている。
『3』においては、サブタイトルが日本版においては『バイオハザード3 ラストエスケープ』であるが、海外版は『レジデント イービル3 ネメシス』と意味合いが異なっている。なお、リメイク版においてはサブタイトルが廃止された。ネメシスとはゲーム内のボスである。
日本国外（特に北米）では難易度の高いゲームが好まれるため、内容面においては、下記のような変更が行われている。
- 『4』より前の作品は、自動照準（銃を構えると自動的に敵の方を向く）機能がない。例外として、豪州版には、国内版同様に実装されている。この自動照準機能は生きている敵にしか反応しないので、倒したかどうかを確認できないことや索敵機能として使えないことにより難易度が上がる。
- 敵の体力が高くなっている。
- 敵の攻撃力が一部高くなっている。
- 味方・敵共に、キャラクター死亡時の残酷表現が日本版より激しい。
- セーブ用アイテムであるインクリボンが登場する作品は、その数が減っている。

その他、各海外版について。
- 北米では、ゲームボーイカラー版『RESIDENT EVIL』が開発されていたが、中止となった。
- 北米のみ、携帯ゲーム機game.comで『RESIDENT EVIL 2』が発売されている。
- 豪州版の初期設定では、主人公やその他のキャラクター、ゾンビなどの血の色が緑となっている。
- ドイツ版では、主人公・敵ともに一切出血や欠損描写がなく、残虐効果が極力抑えられている（一部作品を除く）。

## ゲーム作品一覧
| 1996 | バイオハザード                                            |
| 1997 | バイオハザード ディレクターズカット                       |
| 1998 | バイオハザード2                                           |
| 1998 | バイオハザード ディレクターズカット デュアルショックver.  |
| 1998 | バイオハザード2 デュアルショックver.                      |
| 1999 | バイオハザード3 ラスト・エスケープ                        |
| 2000 | バイオハザード CODE:Veronica                              |
| 2000 | バイオハザード ガンサバイバー                             |
| 2001 | バイオハザード GAIDEN                                     |
| 2001 | ガンサバイバー2 バイオハザード CODE：Veronica             |
| 2001 | バイオハザード CODE：Veronica 完全版                      |
| 2002 | バイオハザード（リメイク版）                              |
| 2002 | バイオハザード0                                           |
| 2003 | ガンサバイバー4 バイオハザード HEROES NEVER DIE           |
| 2003 | バイオハザード アウトブレイク                             |
| 2004 | バイオハザード アウトブレイク ファイル2                   |
| 2005 | バイオハザード4                                           |
| 2006 | バイオハザード デッドリーサイレンス                       |
| 2007 | バイオハザード アンブレラ・クロニクルズ                   |
| 2008 |                                                           |
| 2009 | バイオハザード5                                           |
| 2009 | バイオハザード ダークサイド・クロニクルズ                 |
| 2010 |                                                           |
| 2011 | バイオハザード ザ・マーセナリーズ 3D                      |
| 2012 | バイオハザード リベレーションズ                           |
| 2012 | バイオハザード オペレーション・ラクーンシティ             |
| 2012 | バイオハザード6                                           |
| 2013 | バイオハザード リベレーションズ アンベールド エディション |
| 2014 | バイオハザード HDリマスター                               |
| 2015 | バイオハザード リベレーションズ2                          |
| 2016 | バイオハザード0 HDリマスター                              |
| 2016 | バイオハザード アンブレラコア                             |
| 2017 | バイオハザード7 レジデント イービル                       |
| 2018 |                                                           |
| 2019 | バイオハザード RE:2                                       |
| 2020 | バイオハザード RE:3                                       |
| 2020 | バイオハザード レジスタンス                               |
| 2021 | バイオハザード ヴィレッジ                                 |
| 2022 | バイオハザード RE:バース                                  |
| 2023 | バイオハザード RE:4                                       |
| 2024 |                                                           |
| 2025 | バイオハザード サバイバルユニット                         |
| 2026 | バイオハザード レクイエム                                 |

【各ハード略字】※発売日は国内版のもの。
PS=PlayStation、PS2=PlayStation 2、PS3=PlayStation 3、PS4=PlayStation 4、PS5=PlayStation 5、PSP＝PlayStation Portable、PS Vita=PlayStation Vita、GA=ゲームアーカイブス、SS=セガサターン、DC=ドリームキャスト、N64=NINTENDO 64、GC=ニンテンドー ゲームキューブ、Wii=Wii、Wii U=Wii U、GBC=ゲームボーイカラー、DS=ニンテンドーDS、3DS=ニンテンドー3DS、Switch=Nintendo Switch、X360=Xbox 360、XOne=Xbox One、XSX/S=Xbox Series X/S、PC=パソコン、doc=iアプリ、au=EZアプリ、SB=Vアプリ（または現在のS!アプリ）、iOS=iOS (アップル)（iPhone、iPod touch、iPad）、AC=アーケード
また、バージョン別タイトル欄に記載されていないが、コレクターズ版や廉価版が存在するタイトルもある。

### 本編シリーズ
| タイトル                            | バージョン別タイトル                                                                                      | 発売日・配信開始日                         |
| ----------------------------------- | --- | ------------------------------------------ |
| バイオハザード                      | 『バイオハザード』（PS）                                                                                  | 1996年3月22日                              |
| バイオハザード                      | 『バイオハザード』（SS）                                                                                  | 1997年7月25日                              |
| バイオハザード                      | 『バイオハザード』（PC）                                                                                  | 1997年9月14日                              |
| バイオハザード                      | 『バイオハザード ディレクターズカット』（PS）                                                             | 1997年9月25日 2006年11月22日（GA）         |
| バイオハザード                      | 『バイオハザード ディレクターズカット デュアルショックver.』（PS）                                        | 1998年8月6日                               |
| バイオハザード                      | 『バイオハザード デッドリーサイレンス』（DS）【PS版を元にした作品】                                       | 2006年1月19日                              |
| バイオハザード                      | 『バイオハザード アニバーサリー パッケージ』（PS3）                                                       | 2013年3月22日                              |
| バイオハザード【リメイク版】        | 『バイオハザード』（GC）                                                                                  | 2002年3月22日                              |
| バイオハザード【リメイク版】        | 『バイオハザード コレクターズ ボックス』（GC）                                                            | 2003年8月7日                               |
| バイオハザード【リメイク版】        | 『バイオハザード オペレーション』（doc、au）                                                              | 2007年5月24日                              |
| バイオハザード【リメイク版】        | 『バイオハザードアーカイブス: バイオハザード』（Wii）                                                     | 2008年12月25日                             |
| バイオハザード【リメイク版】        | 『バイオハザード HD リマスター』（PS3、X360）                                                             | 2014年11月27日                             |
| バイオハザード【リメイク版】        | 『バイオハザード HDリマスター コレクターズ・パッケージ』（PS3）                                           | 2014年11月27日                             |
| バイオハザード【リメイク版】        | 『バイオハザード HD リマスター』（PS4、XOne、PC）                                                         | 2015年1月20日                              |
| バイオハザード【リメイク版】        | 『バイオハザード オリジンズコレクション』（PS4、XOne）                                                    | 2016年1月21日                              |
| バイオハザード【リメイク版】        | 『バイオハザード バリューパック』（PS4）                                                                  | 2016年9月29日                              |
| バイオハザード【リメイク版】        | 『バイオハザード HD リマスター』（Switch）                                                                | 2019年5月23日                              |
| バイオハザード【リメイク版】        | 『バイオハザード オリジンズコレクション』（Switch）                                                       | 2019年5月23日                              |
| バイオハザード2                     | 『バイオハザード2』（PS）                                                                                 | 1998年1月29日 2007年12月26日（GA）         |
| バイオハザード2                     | 『バイオハザード2 デュアルショックver.』（PS）                                                            | 1998年8月6日                               |
| バイオハザード2                     | 『バイオハザード2』（PC）                                                                                 | 1999年2月19日                              |
| バイオハザード2                     | 『バイオハザード2 Value Plus』（DC）                                                                      | 1999年12月22日                             |
| バイオハザード2                     | 『バイオハザード2』（N64）                                                                                | 2000年1月28日                              |
| バイオハザード2                     | 『バイオハザード2』（GC）                                                                                 | 2003年1月23日                              |
| バイオハザード2                     | 『バイオハザード コレクターズ ボックス』（GC）                                                            | 2003年8月7日                               |
| バイオハザード2                     | 『バイオハザード アニバーサリー パッケージ』（PS3）                                                       | 2013年3月22日                              |
| バイオハザード RE:2                 | 『バイオハザード RE:2』（PS4、XOne、PC）                                                                  | 2019年1月25日                              |
| バイオハザード RE:2                 | 『バイオハザード RE:2 Z Version』（PS4、XOne、PC）                                                        | 2019年1月25日                              |
| バイオハザード RE:2                 | 『ラクーンシティ エディション』（PS4、XOne、PC）                                                          | 2020年4月3日                               |
| バイオハザード RE:2                 | 『ラクーンシティ エディション Z Version』（PS4、XOne、PC）                                                | 2020年4月3日                               |
| バイオハザード RE:2                 | 『バイオハザード RE:2』（PS5、XSX/S）                                                                     | 2022年6月14日                              |
| バイオハザード RE:2                 | 『バイオハザード RE:2 Z Version』（PS5、XSX/S）                                                           | 2022年6月14日                              |
| バイオハザード RE:2                 | 『バイオハザード RE:2 CLOUD』（Switch）                                                                   | 2022年11月11日                             |
| バイオハザード RE:2                 | 『バイオハザード RE:2 CLOUD Z Version』（Switch）                                                         | 2022年11月11日                             |
| バイオハザード3 LAST ESCAPE         | 『バイオハザード3 LAST ESCAPE』（PS）                                                                     | 1999年9月22日 2008年12月24日（GA）         |
| バイオハザード3 LAST ESCAPE         | 『バイオハザード3 LAST ESCAPE』（PC）                                                                     | 2000年6月16日                              |
| バイオハザード3 LAST ESCAPE         | 『バイオハザード3 LAST ESCAPE』（DC）                                                                     | 2000年11月16日                             |
| バイオハザード3 LAST ESCAPE         | 『バイオハザード3 LAST ESCAPE』（GC）                                                                     | 2003年1月23日                              |
| バイオハザード3 LAST ESCAPE         | 『バイオハザード コレクターズ ボックス』（GC）                                                            | 2003年8月7日                               |
| バイオハザード3 LAST ESCAPE         | 『バイオハザード -THE STORIES-』（doc）                                                                   | 2004年8月2日                               |
| バイオハザード3 LAST ESCAPE         | 『バイオハザード THE MISSIONS』（au、SB）                                                                 | 2004年12月1日                              |
| バイオハザード3 LAST ESCAPE         | 『バイオハザード the episodes』（doc）                                                                    | 2007年7月2日                               |
| バイオハザード3 LAST ESCAPE         | 『バイオハザード アニバーサリー パッケージ』（PS3）                                                       | 2013年3月22日                              |
| バイオハザード RE:3                 | 『バイオハザード RE:3』（PS4、XOne、PC）                                                                  | 2020年4月3日                               |
| バイオハザード RE:3                 | 『バイオハザード RE:3 Z Version』（PS4、XOne、PC）                                                        | 2020年4月3日                               |
| バイオハザード RE:3                 | 『ラクーンシティ エディション』（PS4、XOne、PC）                                                          | 2020年4月3日                               |
| バイオハザード RE:3                 | 『ラクーンシティ エディション Z Version』（PS4、XOne、PC）                                                | 2020年4月3日                               |
| バイオハザード RE:3                 | 『バイオハザード RE:3』（PS5、XSX/S）                                                                     | 2022年6月14日                              |
| バイオハザード RE:3                 | 『バイオハザード RE:3 Z Version』（PS5、XSX/S）                                                           | 2022年6月14日                              |
| バイオハザード RE:3                 | 『バイオハザード RE:3 CLOUD』（Switch）                                                                   | 2022年11月18日                             |
| バイオハザード RE:3                 | 『バイオハザード RE:3 CLOUD Z Version』（Switch）                                                         | 2022年11月18日                             |
| バイオハザード CODE:Veronica        | 『バイオハザード CODE:Veronica』（DC）                                                                    | 2000年2月3日                               |
| バイオハザード CODE:Veronica        | 『バイオハザード CODE:Veronica 完全版』（DC、PS2）                                                        | 2001年3月22日 2012年7月25日（GA）          |
| バイオハザード CODE:Veronica        | 『バイオハザード CODE:Veronica 完全版』（GC）                                                             | 2003年8月7日                               |
| バイオハザード CODE:Veronica        | 『バイオハザード コレクターズ ボックス』（GC）                                                            | 2003年8月7日                               |
| バイオハザード CODE:Veronica        | 『バイオハザード CODE:Veronica 完全版 プレミアムパック』（PS2）                                           | 2006年8月24日                              |
| バイオハザード CODE:Veronica        | 『バイオハザード リバイバルセレクション』（PS3、X360）                                                    | 2011年9月8日 2012年3月13日(単体DL版)       |
| バイオハザード CODE:Veronica        | 『バイオハザード アニバーサリー パッケージ』（PS3）                                                       | 2013年3月13日                              |
| バイオハザード0                     | 『バイオハザード0』（GC）                                                                                 | 2002年11月21日                             |
| バイオハザード0                     | 『バイオハザード コレクターズ ボックス』（GC）                                                            | 2003年8月7日                               |
| バイオハザード0                     | 『バイオハザードアーカイブス: バイオハザード0』（Wii）                                                    | 2008年7月10日                              |
| バイオハザード0                     | 『バイオハザード0 HD リマスター』（PS3、X360、PS4、XOne、PC）                                             | 2016年1月21日                              |
| バイオハザード0                     | 『バイオハザード オリジンズコレクション』（PS4、XOne）                                                    | 2016年1月21日                              |
| バイオハザード0                     | 『バイオハザード バリューパック』（PS4）                                                                  | 2016年9月29日                              |
| バイオハザード0                     | 『バイオハザード0 HD リマスター』（Switch）                                                               | 2019年5月23日                              |
| バイオハザード0                     | 『バイオハザード オリジンズコレクション』（Switch）                                                       | 2019年5月23日                              |
| バイオハザード4                     | 『バイオハザード4』（GC）                                                                                 | 2005年1月27日                              |
| バイオハザード4                     | 『バイオハザード4』（PS2）                                                                                | 2005年12月1日                              |
| バイオハザード4                     | 『バイオハザード4 Wii edition』（Wii）                                                                    | 2007年5月31日                              |
| バイオハザード4                     | 『バイオハザード4』/『バイオハザード4 究極HD』（PC）                                                      | 2007年6月7日 / 2014年2月27日（『究極HD』） |
| バイオハザード4                     | 『バイオハザード4 モバイルエディション』（au）                                                            | 2008年2月1日                               |
| バイオハザード4                     | 『バイオハザード4 モバイルエディション（完全版）』（iOS）                                                 | 2009年7月28日                              |
| バイオハザード4                     | 『バイオハザード リバイバルセレクション』（PS3、X360）                                                    | 2011年9月8日                               |
| バイオハザード4                     | 『バイオハザード5 オルタナティブ エディション バイオハザード リバイバルセレクション ツインパック』（PS3） | 2012年3月15日                              |
| バイオハザード4                     | 『バイオハザード アニバーサリー パッケージ』（PS3）                                                       | 2013年3月22日                              |
| バイオハザード4                     | 『バイオハザード トリプルパック』（PS3）                                                                  | 2015年4月2日                               |
| バイオハザード4                     | 『バイオハザード4』（PS4、XOne）                                                                          | 2016年8月30日                              |
| バイオハザード4                     | 『バイオハザード バリューパック』（PS4）                                                                  | 2016年9月29日                              |
| バイオハザード4                     | 『バイオハザード4』（Switch）                                                                             | 2019年5月23日                              |
| バイオハザード4                     | 『バイオハザード トリプル パック』（Switch）                                                              | 2019年10月31日                             |
| バイオハザード RE:4                 | 『バイオハザード RE:4』（PS5、PS4、XSX/S、PC）                                                            | 2023年3月24日                              |
| バイオハザード RE:4                 | 『バイオハザードRE:4』（iPhone 15 Pro、iPad、Mac）                                                        | 2023年12月20日                             |
| バイオハザード5                     | 『バイオハザード5』（PS3、X360）                                                                          | 2009年3月5日                               |
| バイオハザード5                     | 『バイオハザード5』（PC）                                                                                 | 2009年9月17日                              |
| バイオハザード5                     | 『バイオハザード5 オルタナティブエディション』（PS3）                                                     | 2010年2月18日                              |
| バイオハザード5                     | 『バイオハザード5 オルタナティブ エディション バイオハザード リバイバルセレクション ツインパック』（PS3） | 2012年3月15日                              |
| バイオハザード5                     | 『バイオハザード アニバーサリー パッケージ』（PS3）                                                       | 2013年3月22日                              |
| バイオハザード5                     | 『バイオハザード トリプルパック』（PS3）                                                                  | 2015年4月2日                               |
| バイオハザード5                     | 『バイオハザード5』（PS4、XOne）                                                                          | 2016年6月28日                              |
| バイオハザード5                     | 『バイオハザード バリューパック』（PS4）                                                                  | 2016年9月29日                              |
| バイオハザード5                     | 『バイオハザード5』（Switch）                                                                             | 2019年10月31日                             |
| バイオハザード5                     | 『バイオハザード トリプル パック』（Switch）                                                              | 2019年10月31日                             |
| バイオハザード6                     | 『バイオハザード6』（PS3、X360）                                                                          | 2012年10月4日                              |
| バイオハザード6                     | 『バイオハザード6』（PC）                                                                                 | 2013年3月22日                              |
| バイオハザード6                     | 『バイオハザード アニバーサリー パッケージ』（PS3）                                                       | 2013年3月22日                              |
| バイオハザード6                     | 『バイオハザード トリプルパック』（PS3）                                                                  | 2015年4月2日                               |
| バイオハザード6                     | 『バイオハザード6』（PS4、XOne）                                                                          | 2016年3月29日                              |
| バイオハザード6                     | 『バイオハザード バリューパック』（PS4）                                                                  | 2016年9月29日                              |
| バイオハザード6                     | 『バイオハザード6』（Switch）                                                                             | 2019年10月31日                             |
| バイオハザード6                     | 『バイオハザード トリプル パック』（Switch）                                                              | 2019年10月31日                             |
| バイオハザード7 レジデント イービル | 『バイオハザード7 ティザー 〜ビギニングアワー〜』（PS4）                                                  | 2016年6月14日                              |
| バイオハザード7 レジデント イービル | 『バイオハザード7 レジデント イービル』（PS4、XOne、PC）                                                  | 2017年1月26日                              |
| バイオハザード7 レジデント イービル | 『バイオハザード7 レジデント イービル グロテスクVer.』（PS4、XOne、PC）                                   | 2017年1月26日                              |
| バイオハザード7 レジデント イービル | 『バイオハザード7 レジデント イービル ゴールド エディション』（PS4、XOne、PC）                            | 2017年12月14日                             |
| バイオハザード7 レジデント イービル | 『バイオハザード7 レジデント イービル ゴールド エディション グロテスクVer.』（PS4、XOne、PC）             | 2017年12月14日                             |
| バイオハザード7 レジデント イービル | 『バイオハザード7 レジデント イービル クラウドバージョン』（Switch）                                      | 2018年5月24日                              |
| バイオハザード7 レジデント イービル | 『バイオハザード7 レジデント イービル』（PS5、XSX/S）                                                     | 2022年6月14日                              |
| バイオハザード7 レジデント イービル | 『バイオハザード7 レジデント イービル グロテスクVer.』（PS5、XSX/S）                                      | 2022年6月14日                              |
| バイオハザード7 レジデント イービル | 『バイオハザード7 レジデント イービル CLOUD』（Switch）                                                   | 2022年12月16日                             |
| バイオハザード7 レジデント イービル | 『バイオハザード7 レジデント イービル CLOUD Z Version』（Switch）                                         | 2022年12月16日                             |
| バイオハザード ヴィレッジ           | 『バイオハザード ヴィレッジ』（PS4、XOne、PS5、XSX/S、PC）                                                | 2021年5月8日                               |
| バイオハザード ヴィレッジ           | 『バイオハザード ヴィレッジ Z Version』（PS4、XOne、PS5、XSX/S、PC）                                      | 2021年5月8日                               |
| バイオハザード ヴィレッジ           | 『バイオハザード ヴィレッジ CLOUD』（Switch）                                                             | 2022年10月28日                             |
| バイオハザード ヴィレッジ           | 『バイオハザード ヴィレッジ CLOUD Z Version』（Switch）                                                   | 2022年10月28日                             |
| バイオハザード レクイエム           | 『バイオハザード レクイエム』（PS5、XSX/S、PC）                                                           | 2026年2月27日（予定）                      |

### リベレーションズシリーズ
| タイトル                         | バージョン別タイトル                                                                  | 発売日・配信開始日 |
| -------------------------------- | ------------------------------------------------------------------------------------- | ------------------ |
| バイオハザード リベレーションズ  | 『バイオハザード リベレーションズ』（3DS）                                            | 2012年1月26日      |
| バイオハザード リベレーションズ  | 『バイオハザード リベレーションズ アンベールド エディション』（PS3、X360、Wii U、PC） | 2013年5月23日      |
| バイオハザード リベレーションズ  | 『バイオハザード リベレーションズ アンベールド エディション』（PS4、XOne）            | 2017年8月31日      |
| バイオハザード リベレーションズ  | 『バイオハザード リベレーションズ アンベールド エディション』（Switch）               | 2017年11月30日     |
| バイオハザード リベレーションズ  | 『バイオハザード リベレーションズ コレクション』（Switch）                            | 2017年11月30日     |
| バイオハザード リベレーションズ2 | 『バイオハザード リベレーションズ2』（PS3、X360、PS4、XOne、PC）                      | 2015年3月19日      |
| バイオハザード リベレーションズ2 | 『バイオハザード リベレーションズ2』（PS Vita）                                       | 2015年9月17日      |
| バイオハザード リベレーションズ2 | 『バイオハザード リベレーションズ2』（Switch）                                        | 2017年11月30日     |
| バイオハザード リベレーションズ2 | 『バイオハザード リベレーションズ コレクション』（Switch）                            | 2017年11月30日     |

### 派生ゲーム作品
注：『ガンサバイバー3』は、異なるゲーム『ディノクライシス』シリーズを題材にしており、バイオハザードシリーズには含まれない。
| 区分                                | タイトル                                                                | 発売日・配信開始日 |
| ----------------------------------- | ----------------------------------------------------------------------- | ------------------ |
| ガンサバイバーシリーズ              | 『バイオハザード ガンサバイバー』（PS）                                 | 2000年1月27日      |
| ガンサバイバーシリーズ              | 『ガンサバイバー2 バイオハザード CODE:Veronica』（AC）                  | 2001年7月5日       |
| ガンサバイバーシリーズ              | 『ガンサバイバー2 バイオハザード CODE:Veronica』（PS2）                 | 2001年11月8日      |
| ガンサバイバーシリーズ              | 『ガンサバイバー4 バイオハザード HEROES NEVER DIE』（PS2）              | 2003年2月13日      |
| アウトブレイクシリーズ              | 『バイオハザード アウトブレイク』（PS2）                                | 2003年12月11日     |
| アウトブレイクシリーズ              | 『バイオハザード アウトブレイク FILE2』（PS2）                          | 2004年9月9日       |
| クロニクルズシリーズ                | 『バイオハザード アンブレラ・クロニクルズ』（Wii）                      | 2007年11月15日     |
| クロニクルズシリーズ                | 『バイオハザード ダークサイド・クロニクルズ』（Wii）                    | 2010年1月14日      |
| クロニクルズシリーズ                | 『バイオハザード クロニクルズ HDセレクション』（PS3）                   | 2012年6月28日      |
| その他、単発ゲーム （ゲーム機、PC） | 『バイオハザード GAIDEN』（GBC）                                        | 2002年3月29日      |
| その他、単発ゲーム （ゲーム機、PC） | 『バイオハザード ザ・マーセナリーズ 3D』（3DS）                         | 2011年6月2日       |
| その他、単発ゲーム （ゲーム機、PC） | 『バイオハザード オペレーション・ラクーンシティ』（PS3、X360、PC）      | 2012年4月26日      |
| その他、単発ゲーム （ゲーム機、PC） | 『バイオハザード アンブレラコア』（PS4、PC）                            | 2016年6月23日      |
| その他、単発ゲーム （ゲーム機、PC） | 『バイオハザード レジスタンス』（PS4、XOne、PC）                        | 2020年4月3日       |
| その他、単発ゲーム （ゲーム機、PC） | 『バイオハザード RE：バース』（PS4、PS5、XOne、XSX/S、PC）              | 2022年10月28日     |
| その他、単発ゲーム （携帯アプリ）   | 『BIOHAZARD i SURVIVOR』（doc）                                         | 2001年6月4日       |
| その他、単発ゲーム （携帯アプリ）   | 『バイオハザード ゾンビバスター』（doc、au、SB）                        | 2001年7月4日       |
| その他、単発ゲーム （携帯アプリ）   | 『バイオハザード ゾンビシューター』（doc）                              | 2002年2月5日       |
| その他、単発ゲーム （携帯アプリ）   | 『バイオハザード A.T.N Assaulte The Nightmare』（doc、SB）              | 2002年7月1日       |
| その他、単発ゲーム （携帯アプリ）   | 『バイオハザード confidential report』（doc）                           | 2005年2月7日       |
| その他、単発ゲーム （携帯アプリ）   | 『バイオハザード ディジェネレーション』（au、iOS）                      | 2009年1月22日      |
| その他、単発ゲーム （携帯アプリ）   | 『バイオハザード サバイバルドア』（doc、au、SB）                        | 2010年7月1日       |
| その他、単発ゲーム （携帯アプリ）   | 『バイオハザード マーセナリーズ VS』（iOS）                             | 2011年4月10日      |
| その他、単発ゲーム （携帯アプリ）   | 『バイオハザード アウトブレイク サバイヴ』（doc、au、SB、iOS、Android） | 2011年6月20日      |
| その他、単発ゲーム （携帯アプリ）   | 『みんなと バイオハザード クランマスター』（doc、au、SB、iOS、Android） | 2012年10月9日      |
| その他、単発ゲーム （携帯アプリ）   | 『みんなと バイオハザード チームサバイヴ』（doc、au、SB、iOS、Android） | 2013年7月30日      |

## 制作の経緯

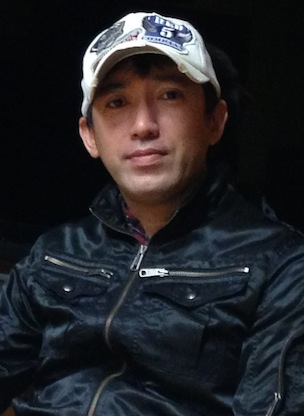
バイオハザードを最初にプロデュースした三上真司。

バイオハザードシリーズのモデルとなった作品は黒沢清監督が制作、東宝が配給した日本映画の『スウィートホーム』をカプコンがゲーム化し、1989年12月に発売されたファミコン専用の『スウィートホーム』である。洋館から脱出するというストーリー展開はこの作品から考え出された。
新人ばかりのチーム
開発当初は三上真司1人でスタートした。三上による新人教育も兼ねており、集められたスタッフはほぼ新人ばかりであった。入社4年目で、会社の主力であるストリートファイターの開発チームから移った竹内潤は「メインストリームから外れたな」と思ったという。
「サバイバルホラー」というホラーゲームのジャンルがまだゲーム業界でもあまり定着していない状況での開発であったため、完成するゲームのテーマやイメージが三上氏のみ分かっているという状況でプロジェクトが進行することになる。
刀から銃へと変更
当初は刀を持った主人公が街を歩くゲームとして制作されており、背景もキャラクターもフルポリゴンにする予定であったが、スペック的に不可能であったため、数度仕様を変更。最終的には、背景は静止画のレンダリングCG、キャラクターはポリゴンという組み合わせになる。しかし、刀を持った主人公というゲーム性については、様々な試行錯誤を繰り返す中で、徐々にプロジェクトチームのモチベーションが低下していくことになる。
この時、三上から「チームのモチベーションを上げてくれ」という依頼を受けて新たにチームに参加した竹内が、プログラマに依頼して「銃を持った主人公がゾンビを撃つ場面」を制作。結果、チームのモチベーションが上がるどころか、ゲームの方向性が剣劇からガンアクションへと180度転換することになった。なお、竹内によると三上は早い段階から映画的表現を追求しており、ポリゴンでは映画的な表現が難しいと悩んでいたという。
開発過程においてはデザイナーの集団脱走など紆余曲折があったが、1996年3月にPlayStationで発売。ミリオンセールスを記録し、一躍社会現象となった。
アローン・イン・ザ・ダーク
メーカーが「サバイバルホラー」というゲームジャンル名を初めて使用したのは『バイオハザード』であるが、これによって定義された形式のゲームの始祖は、フランスのインフォグラムの『アローン・イン・ザ・ダーク』シリーズとされている。同作は『バイオハザード』に大きな影響を与えたと言われており、『バイオハザード』のゼネラルプロデューサーを務めた藤原得郎は雑誌インタビューの中で、『アローン・イン・ザ・ダーク』について「結果として参考にはしました。表現方法のひとつ、という形ですね」と影響を認めている。
『バイオハザード』の特徴として挙げられることの多い「視点固定式のポリゴン描写システム」や「キャラクターのラジコン式操作方法」、「アイテムをパズル的に組み合わせてゲームを進行」などといったゲームシステムや映画的演出は、『アローン・イン・ザ・ダーク』で既に使われていた。同ジャンルの歴史については「サバイバルホラー#歴史」も参照のこと。

### 供給媒体に関する経緯
PlayStation（PS）での初代『バイオハザード』発売以降、様々な機種に移植や関連シリーズの発売がなされてきたバイオハザードであるが、その度に製作者の口から出た発言が波乱を生み続けている。
まず一作目がPSで発売された時、「セガサターン（SS）はポリゴン処理能力が低く、移植が不可能」と発言されたが、結果的にPS版と比べクオリティは著しく劣るもののSSにも移植されている。続いて二作目はPS・SSの両機種で同時発売と謡っていたものの、当時のSSは既にドリームキャスト（DC）への移行が始まっていた。そのためSS版は発売中止とし、後にセガとのプロジェクト（開発協力）として『バイオハザード CODE:Veronica』を製作することになった。また『CODE:Veronica』の発売と同時期に『2』と『3』もPS版に新しい要素を加えてDCで発売された。
『CODE:Veronica』に関しては、当時ゲーム開発部門を統括していた岡本吉起が、発売当時の雑誌のインタビューで他機種に「移植はしない」と発言していた。しかし、セガの家庭用ゲーム機事業の撤退が決まった2001年春に、追加要素を加えた「完全版」がDCとPlayStation 2（PS2）の2機種で同時発売され、実質的にPS2への移植がなされた。DC版はPS2版に比べて定価が1000円安く、隠し要素の出現条件などの仕様が有利に設定されているなどの配慮があった。
これより少し前の話として、『バイオハザード0』は、発表当初はNINTENDO64（N64）でのリリースが予定されていた。これはN64末期に『2』の移植が発売された後に最新作（番外編）としてリリースされるはずであったが、N64からGCへの市場の移行が進められた事もありN64版の開発を中止、日本国内におけるGC用ソフトとして発表された最初のタイトルとなった。また、この時はGCへのシリーズ独占供給計画は発表されていない。
PS2が発売されてしばらくして、『バイオハザード4』は公式にPS2で開発されていることが公表された。そのうち、開発中止となったバージョンの一つが形を変えて、PS2ソフト『デビルメイクライ』として発売された。しかし2001年9月13日、任天堂の新型ゲーム機のニンテンドーゲームキューブ（GC）発売前日にバイオハザードの生みの親である三上真司によって、GCだけに今後のバイオハザードシリーズの新作を独占供給していく事業計画が発表され、PS2向けの『4』は開発中止となった。三上は「ゲーム製作にストイックな任天堂に感銘を受け、決断した」と語っており、この席には任天堂の宮本茂まで招きその決意の強さを示した。しかし、この件で岡本はソニーの久夛良木健に呼び出しを受け、「バイオハザードは作ったのはカプコンだが育てたのはソニーだ」と叱られたという。以降、GCへのバイオハザードのプラットフォーム化の一環として、初代『バイオハザード』が任天堂の技術協力の元、GCでリメイクされ、『2』『3』『CODE:Veronica（完全版）』も移植された。そして完全新作として、『0』『4』を発表した。
また、任天堂への供給を決定した背景として、当時開発チームを集めてアンケートを行った結果、個人的にPS2を所持している者の大多数がゲーム機としてよりDVD再生機として使っていた（ゲームソフトよりDVDを多く所有している）という事実により、PS2への見切りを付けたという裏話もある。
GCでの独占供給以降、売り上げ低下が懸案事項となった同シリーズであるが、三上は「他の機種でバイオハザードの新作が発売されたら腹切りますよ」と、当初の公約の継続を力強く宣言していた。「公約破棄」は移籍発表の時点から囁かれており、実際に『ガンサバイバー4』や『アウトブレイク』がPS2で出される度に公式発表で「正統シリーズはGC独占」と念を押していた（ただし、『アウトブレイク』は「ネットワーク版」としてGC移籍前から発表済み）。しかし、2003年頃からバブル期に行った不動産投資の失敗、大作ソフトが軒並み散々な結果に終わったことからカプコンの業績が悪化し、「GCでは独占するが、次世代機では分からない」といったような弱気な発言が見受けられるようになった。そして2004年の秋、表向きは「より多くの人にプレイする機会を供給したい」という理由ではあったが、GC版『4』が発売されるよりも前にPS2への移植が発表された。このことはGCというハード自体が末期であったことを考慮する必要がある。三上は北米におけるPS2版『4』発売後の2005年11月にカプコンを退社しており、結果的にではあるが宣言通り「腹切り」することになった。2007年4月6日発売の週刊ファミ通4/20号においてWii版『4』が発売されることが告知されたが、その誌面上で5年ぶりに三上が公式の場に現れ、GC版『4』とPS2版『4』を買ったユーザー双方に対し謝罪のコメントを述べた。
以降は、PlayStation 3（PS3）・Xbox 360の2機種向けに『バイオハザード5』、Wii向けに『クロニクルズシリーズ』やGC版の移植作品など、様々なハードにシリーズ作品が供給されるようになり、件の『4』も世代を跨いで多数のハードで発売された。
後年、岡本はGC独占供給と公約破棄など供給媒体の変遷は「カプコンが生き残る術だった」と語っている。当時、大手が次世代ハードを発売する中で、どのハードが勝つかを想定し、PS2、GC、Xboxでそれぞれ3:2:1の予想を立てた。それに基き、カプコンのヒットタイトルをそれぞれのハードに予想数の分だけ振り分けるとし、GCに振り分ける2本のうち1本に選ばれたのがバイオハザードであった。しかし独占供給の結果は想定していたような数字にはならなかったため、売れているハードで売り直すために任天堂に釈明し、公約破棄に至った。

## ゲームシステム
映画のワンシーンのような固定式カメラでの第三者視点からキャラクターを操作する、いわゆるラジコン操作であったため、初期はユーザーから戸惑いの声も多かったが、シリーズ作品や同システムの他作品の定着につれ、薄れていった。『1』-『3』、『CV』、『0』までは上記の操作方法に加え、ホラー要素とアドベンチャー要素が強かった。
しかし、フルモデルチェンジが敢行された『バイオハザード4』以降から、操作キャラクターを後方視点から追う、ビハインドカメラ方式と操作入力がエイミング操作のTPSシステムとなっている。ラジコン操作では方向転換の入力をしなければ前後にしか移動できなかったが、こちらの操作法では倒した方向に瞬時に移動できるようになり、さらに表示されたアクションボタンの操作により、置かれているオブジェクトの調査やアイテムの取得、扉などの開閉の動作が可能になったり、銃を構えた際にラジコン操作では、単純に敵に向けて銃撃するだけであったが、頭部や脚、弱点などより細かな部位に直接的に狙いを付けられるようになったり、体術が使えるようになったりするなど、アクション要素が強い様式に変わっており、こちらの方式はシリーズが進むにつれて新たなシステムやアクション、細やかな演出が取り入れられながら『6』『RV2』まで継承されている。
『7』、『ヴィレッジ』では一人称視点（FPS）でのカメラ方式となっている。なお、『2』のリメイクである『RE:2』と、『3』のリメイクにあたる『RE:3』では、再び『4』や『5』のようなTPS方式が取り入れられており、作品によっては操作方式が変更されることもある。また、フルモデルチェンジされる以前に発売されたPSPで『バイオハザード ポータブル（仮称）』が発売される予定であったが打ち切りになった。

## 世界観
CG映画版、漫画版などの他メディア派生作品群も同一世界の物語として描かれている。
『1』から『3』までや『0』などの初期作品では、ウィルスやB.O.W.などの生物兵器の存在がアンブレラ社やアメリカ合衆国政府によって世間から隠蔽されているという現実的な描写がなされており、「流出した機密がもたらした災害に望まずして巻き込まれた人々の決死のサバイバル」という筋立てが主軸となっている。
『4』以降の作品では、アンブレラ社の崩壊により流出したB.O.W.やウィルス、それらに相当する生物を使ったテロが頻発するようになり、BSAAなどの国連機関やテラセイブなどの民間ボランティア組織がそれらの被害に対処しているなど、B.O.W.やウィルス兵器の存在が世界規模で一般人にも大々的に認知され、「人々が団結してバイオテロに立ち向かう」という独自の世界観に遷移している。
さらに、シリーズ中でたびたび発生するバイオハザードの元凶も『0』までは一貫してt-ウィルスであったが、『4』以降はプラーガやウロボロス、t-Abyss、C-ウィルスといった、t-ウィルスとはまったく別のウィルスや生物が元凶となることが多くなり、ゲームの主軸であるバイオハザード自体も人為的に引き起こされるバイオテロの一種として扱われることが定番となっている。
また、作中で起こるバイオハザードの規模も、『0』や『1』では、洋館や、研究所、養成所、などの閉鎖空間で発生するなど一部を除いて限定された場所で引き起こされていたが、『2』以降はその要因となるt-ウィルスが外部に漏洩し、都市全体でバイオハザードが発生するなど、開放的かつ大規模な範囲で引き起こされる流れに変化していった。その規模もシリーズを追う毎に大きくなっていき、『ダークサイド・クロニクルズ』で描かれた南米のとある地域で発生したバイオハザードや、『アンブレラ・クロニクルズ』で描かれたアンブレラが崩壊する経緯を経た『4』や『RV』以降では、元凶となるウィルスや生物の変化をさせながら、アメリカだけに留まらず、世界各地でバイオハザードが引き起こされるようになっていく。『6』においては、東欧を端緒とするバイオハザードが、アメリカ、中国でほぼ同時に起きるほどの規模の大きさを見せながら話が展開していたが、『7』『8』では再び限定された範囲でのバイオハザードが主流となっている。
- 『5』のダウンロードコンテンツ「LOST IN NIGHTMARES」では、『リベレーションズ』と『5』の間となる、2006年のエピソードが描かれている。また、同じくダウンロードコンテンツ「Desperate Escape」では、火山島にてアルバート・ウェスカーと交戦しているクリス・レッドフィールドとシェバ・アローマの救出に、ジル・バレンタインとジョッシュ・ストーンが駆け付ける直前までの経緯が描かれる。
- 『ガンサバイバー』では1998年11月、『ガンサバイバー 4』では2002年9月の事件が描かれている。
- 『アウトブレイク』シリーズや『オペレーション・ラクーンシティ』では、『2』と『3』の裏側となるエピソードが描かれている。
- 『クロニクルズ』シリーズでは、「クロニクル（年代記）」というタイトル通り、複数の年代の事件を1本のソフトで取り扱っている。
  - 『アンブレラ・クロニクルズ』では、『0』『1』『3』の各事件の裏側をも含めた各エピソードと、アンブレラ社の崩壊へ至る2003年の事件が描かれている。
  - 『ダークサイド・クロニクルズ』では、『2』『CODE:Veronica』の各事件のエピソードと、『4』へつながる2002年の事件が描かれている。
- 『ディジェネレーション』（後述のCG映画、レオンとクレアが登場）では、『5』へつながる一場面が終盤に描かれている。
- 『マルハワデザイア』（後述の漫画作品、クリスとピアーズが登場）では、『6』へつながる展開やエピソードが描かれている。
- 『GAIDEN』は、『4』以降と矛盾するためにアナザーストーリー扱いとなっている。
- 携帯アプリの作品については、バイオハザード (携帯アプリ)を参照。

### 時系列
パラレル作品は除く。
| 日付 （作品内の日付）                                                  | タイトル | 備考                                                                                       |
| ---------------------------------------------------------------------- | --- | ------------------------------------------------------------------------------------------ |
| 1998年7月23日                                                          | バイオハザード0 |                                                                                            |
| 1998年7月24日                                                          | バイオハザード |                                                                                            |
| 1998年9月28日                                                          | バイオハザード3 LAST ESCAPE（バイオハザード RE:3） バイオハザード アウトブレイク                                        | 『RE:3』は『3』のリメイク版                                                                |
| 1998年9月29日                                                          | バイオハザード2（バイオハザード RE:2） バイオハザード3 LAST ESCAPE（バイオハザード RE:3） バイオハザード アウトブレイク | 『RE:2』は『2』のリメイク版                                                                |
| 1998年9月30日〜10月1日                                                 | バイオハザード3 LAST ESCAPE（バイオハザード RE:3）                                                                      |                                                                                            |
| 1998年11月                                                             | バイオハザード ガンサバイバー                                                                                           |                                                                                            |
| 1998年12月                                                             | バイオハザード CODE:Veronica                                                                                            |                                                                                            |
| 2002年                                                                 | バイオハザード ダークサイドクロニクルズ "オペレーション・ハヴィエ"                                                      |                                                                                            |
| 2002年9月                                                              | ガンサバイバー4 バイオハザード HEROES NEVER DIE                                                                         |                                                                                            |
| 2003年2月                                                              | バイオハザード アンブレラクロニクルズ "アンブレラ終焉"                                                                  |                                                                                            |
| 2004年秋                                                               | バイオハザード4（バイオハザード RE:4）                                                                                  | 『RE:4』は『4』のリメイク版                                                                |
| 2005年                                                                 | バイオハザード ディジェネレーション バイオハザード リベレーションズ                                                     | 『ディジェネレーション』はCG映画作品                                                       |
| 2006年                                                                 | バイオハザード: インフィニット ダークネス                                                                               | CG連続ドラマ作品 （劇場ではなく、全4話形式のネット配信にて公開 / 総時間は映画1本分に相当） |
| 2006年8月                                                              | バイオハザード5 Alternative Edition "LOST IN NIGHTMARES"                                                                |                                                                                            |
| 2009年3月                                                              | バイオハザード5 バイオハザード5 Alternative Edition "DESPERATE ESCAPE"                                                  |                                                                                            |
| 2011年                                                                 | バイオハザード ダムネーション バイオハザード リベレーションズ 2                                                         | 『ダムネーション』はCG映画作品                                                             |
| 2012年                                                                 | バイオハザード〜マルハワデザイア〜                                                                                      | 漫画作品                                                                                   |
| 2012年12月24日〜25日 2013年6月27日 2013年6月29日 2013年6月30日〜7月1日 | バイオハザード6 |                                                                                            |
| 2014年                                                                 | バイオハザード: ヴェンデッタ バイオハザード ヘヴンリーアイランド                                                        | 『: ヴェンデッタ』はCG映画作品 『ヘヴンリーアイランド』は漫画作品                          |
| 2014年10月                                                             | バイオハザード7 レジデント イービル "DAUGHTERS"                                                                         | DLC                                                                                        |
| 2015年                                                                 | バイオハザード: デスアイランド                                                                                          | 『デスアイランド』はCG映画作品                                                             |
| 2016年1月1日〜12月31日                                                 | バイオハザード アンブレラコア                                                                                           | マルチプレイのみ正史扱い                                                                   |
| 2017年6月                                                              | バイオハザード7 レジデント イービル 発禁フッテージ                                                                      | DLC「発禁フッテージ」内のクランシーの物語のみ                                              |
| 2017年7月19日以前                                                      | バイオハザード7 ティザー ビギニングアワー                                                                               | 体験版（無料）                                                                             |
| 2017年7月19日〜20日                                                    | バイオハザード7 レジデント イービル                                                                                     |                                                                                            |
| 2017年7月20日〜21日                                                    | バイオハザード7 レジデント イービル "Not A Hero"                                                                        | DLC                                                                                        |
| 2017年7月21日以降                                                      | バイオハザード7 レジデント イービル "End of Zoe"                                                                        | DLC『Not A Hero』の数週間後                                                                |
| 2021年2月9日以前                                                       | バイオハザード ヴィレッジ "MAIDEN"                                                                                      | 体験版（無料）                                                                             |
| 2021年2月9日〜10日                                                     | バイオハザード ヴィレッジ                                                                                               |                                                                                            |

## 登場人物
ここでは個別記事の存在する人物に絞って記載する。それ以外の人物に関しては各作品の記事を参照。
クリス・レッドフィールド (Chris Redfield)
年齢：25歳『1』&『CV』（1998年7月 - 12月当時）→30歳『UC』（2003年当時）→31歳『RV』（2005年当時）→32歳『5』（2006年当時）→35歳『5』（2009年3月当時）→36歳『ザ・ステージ』（2010年当時）→38歳『MD』（2012年当時）→39歳 - 40歳『6』（2012年12月 - 2013年7月当時）→41歳『VD』（2014年当時）→42歳『DI』（2015年当時）→44歳『7』（2017年7月当時）→47歳『VILLAGE』（2021年2月当時）
声：Scott McCulloch（『1』オリジナル版）、井上和彦（『1』DC DS ver.コンプリートディスク日本語吹替版）、ジョー・ホワイト（『1』リメイク版）、マイケル・フィリポウィッチ（『CV』）、ケビン・ドーマン（『UC』『VD』『DI』）、ロジャー・クレイグ・スミス（『5』『DC』『MVC3』『UMVC3』『RV』『6』）、デビッド・ボーン（『7』）、ジェフ・シーン（『VILLAGE』）、東地宏樹（『1(HDリマスター版)』『RV』『6』『7』『VILLAGE』『VD』『DI』『MVC3』『UMVC3』『PXZ』及び『IV』日本語吹替版）、木村昴（『WTRC』日本語吹替版）
映画版俳優：ウェントワース・ミラー（『IV』）、ロビー・アメル（『WTRC』）
『1』『CV』『5』『6』『7』『VILLAGE』『UC』『DC』『RV』『VD』『DI』『IV』『WTRC』に登場するラクーンシティ警察署（以降、「R.P.D.」）の特殊戦術および救助部隊（以降、「S.T.A.R.S.」）アルファチーム所属のポジションはポイントマン (PM) 。1998年にアークレイ山地にて洋館事件に遭遇し、以降はロックフォート島や南極でのバイオハザード等の数々に遭遇し戦いを切り抜けて解決してきた。アンブレラが倒れた2003年以降は対バイオテロ組織「BSAA」に所属。BSAAが国連直轄の機関に成長した2006年以降は北アメリカ支部に所属し、創設メンバー「オリジナル・イレブン」の1人として活動している。
シリーズ全体における主人公的存在。
ジル・バレンタイン (Jill Valentine)
年齢：23歳『1』&『3』（1998年当時）→28歳『UC』（2003年当時）→30歳『RV』（2005年当時）→31歳『5』（2006年当時）→33歳『5』（2009年当時）→40歳『DI』（2015年当時）
声：Una Kavanagh（『1』オリジナル版）、鶴ひろみ（『1』DC DS ver.コンプリートディスク日本語吹替版）、宮村優子（『1』ドラマCD）、Heidi Anderson（『1』リメイク版）、キャサリン・ディッシャー（『3』『MVC2』、パトリシア・ジャ・リー（『UC』『5』）、Tara Platt（『パチスロ』）、カリ・ウォールグレン（『MVC3』『UMVC3』）、ミシェル・ラフ（『RV』『OR』）、Nicole Tompkins（『RE:3』『DI』）
映画版俳優：シエンナ・ギロリー（『II』『IV』『V』）、ハナ・ジョン＝カーメン（『WTRC』）
日本語吹替版声優：湯屋敦子（『1(HDリマスター版』『RV』『OR』『RE:3』『DI』『MVC3』『UMVC3』『PXZ』及び『II』『IV』『V』劇場公開/ソフト版）、岡本麻弥（『II』『IV』『V』 地上波放送版）、沢城みゆき（『WTRC』日本語吹替版）
『1』『3』『RE:3』『5』『UC』『RV』『OR』『DI』『II』『IV』『V』『WTRC』に登場するS.T.A.R.S.アルファチーム所属のポジションはリア・セキュリティ (RS) で、クリス・レッドフィールドと共に1998年の洋館事件に遭遇して以降は数々のバイオハザード事件や、アンブレラと戦い続けてきた。2003年以降からは対バイオハザード及び、バイオテロ組織「BSAA」に所属、BSAAが国連直属の公的機関に成長した2006年以降も、BSAAの「オリジナル・イレブン」の1人としてクリスと共に活動していた。とある事件がきっかけで消息を絶ち、2009年にクリスの前にウェスカーによって操られ、敵として立ちはだかるも、クリスによって正気を取り戻し、無事にBSAAに復帰した。
アルバート・ウェスカー (Albert Wesker)
年齢：38歳『0』、『1』&『CV』（1998年当時）→42歳『DC』（2002年当時）→43歳『UC』（2003年当時）→44歳『4』（2004年当時）→45歳『5』（2006年当時）→48歳『5』（2009年当時）
声：Sergio Jones（『1』オリジナル版）、リチャード・ウォー (Richard Waugh) （『CV』『0』『4』）、Peter Jessop（『1』リメイク版）、D.C.ダグラス（『UC』『DC』『5』『MVC3』『UMVC3』）、Craig Burnatowski（『RE:4』）、中田譲治（『1（HDリマスター）』『0（HDリマスター）』『RE:4』『MVC3』『UMVC3』日本語吹替版）
映画版俳優：ジェイソン・オマラ（『III』）、ショーン・ロバーツ（『IV』『V』『FINAL』）、トム・ホッパー（『WTRC』）
ドラマ版俳優：ランス・レディック（『Netflix』）
映画版日本語吹替：立木文彦（『III』『IV』『V』『FINAL』劇場公開/ソフト版）、中博史（『III』地上波放送版）、大塚明夫（『IV』『V』地上波放送版）、日野聡（『WTRC』）
本シリーズの黒幕的人物で、かつてはS.T.A.R.S.の隊長だった。洋館事件以前はアンブレラの研究員を勤めていたが、洋館事件以降からはアンブレラから離反する。数々の事件に関与しつつ数々のウィルスや生物兵器を手に入れ、それらを使ってバイオテロを引き起こそうとしていたが2009年にクリスによって阻止され、打倒された。死後も大きな影響力を及ぼす存在となっている。
レベッカ・チェンバース (Rebecca Chembers)
年齢：18歳『0』&『1』（1998年当時）→30歳『BIOHAZARD THE STAGE』(2010年8月当時)→34歳『VD』（2014年当時）→35歳『DI』（2015年当時）
声：Lynn Harris（『1』オリジナル版）、Hope Levy（『1』リメイク版）、Riva Di Paola（『0』）、ステファニー・シェー（『UC』『5』）、エリン・カーヒル（『VD』『DI』）、小清水亜美（『1（HDリマスター版）』、『0（HDリマスター版）』及び『VD』『DI』日本語吹替版）
『0』『VD』『DI』の主人公の1人であり、『1』『5』『UC』の操作キャラクター。S.T.A.R.S.ブラヴォーチームに所属する、ポジションはリア・セキュリティ (RS)。黄道特急でのバイオハザードや洋館事件を潜り抜けて以降はいくつかのバイオハザード事件でもクリスに協力している。
レオン・S・ケネディ (Leon Scott Kennedy)
年齢：21歳『2』（1998年当時）→25歳『DC』（2002年当時）→27歳『4』（2004年当時）→28歳『DG』（2005年当時）→29歳『ID』（2006年当時）→34歳『DM』（2011年当時）→36歳『6』（2013年当時）→37歳『VD』（2014年当時）→38歳『DI』（2015年当時）
実写俳優：ブラッド・レンフロ（『2』のテレビCM）、ヨハン・アーブ（『V』）、アヴァン・ジョーギア（『WTRC』）
声：ポール・ハダド（『2』）、前田剛（『2』ドラマCD）、ポール・メルスィエ（『4』『DC』『DG』）、Christian Lanz（『OR』）、Matthew mercer（『6』『DM』『VD』『DI』）、Nick Apostolides（『RE:2』『RE:4』『ID』）、山野井仁（『DG』日本語吹替版）、森川智之（『6』『RE:2』『RE:4』『OR』『DM』『VD』『ID』『DI』『V(地上波放送)』日本語吹替版）、宮内敦士（『V』劇場公開/ソフト版日本語吹替）、梶裕貴（『WTRC』日本語吹替版）
モーションキャプチャー：小川輝晃（『4』）
『2』『RE:2』『4』『RE:4』『6』『DC』『OR』『DG』『DM』『VD』『ID』『DI』『GAIDEN』『V』『WTRC』の登場人物で、『UC』ではエイダ・ウォンの回想シーンと小説版にのみ登場するラクーンシティの猟奇事件に興味を持ち、警察学校卒業後に自らR.P.D.への配属を志願した若き警官で、1998年にラクーンシティでのバイオハザードに遭遇し切り抜けて以降は数々のバイオハザード事件を解決させてきており、2005年以降はホワイトハウス直属のエージェントになっており、2011年以降からは、合衆国直轄のエージェント組織『DSO』のメンバーとなっている。
クリス・レッドフィールドと双璧を成すシリーズ全体における主人公的存在。
クレア・レッドフィールド (Claire Redfield)
年齢：19歳『2』&『CV』（1998年当時）→26歳『DG』（2005年当時）→27歳『ID』（2006年当時）→32歳『RV2』（2011年当時）→36歳『DI』（2015年当時）
声：アリソン・コート（『2』『CV』『GS2』『DC』『OR』『DG』）、James Baker（『RV2』）、Stephanie Panisello（『RE:2』『ID』『DI』）、甲斐田裕子（『RE:2』『OR』『RV2』『DG』『ID』『DI』日本語吹替版）
映画版俳優：アリ・ラーター（『III』『IV』『FINAL』）、カヤ・スコデラリオ（『WTRC』）
映画版日本語吹替：岡寛恵（『III』『IV』『FINAL』劇場公開/ソフト版）、林真里花（『III』『IV』地上波放送版）、ファイルーズあい（『WTRC』日本語吹替版）
『2』『RE:2』『CV』『RV2』『DC』『OR』『GS2』『DG』『ID』『DI』『III』『IV』『FINAL』『WTRC』の登場人物で、クリス・レッドフィールドの妹で、レオン・S・ケネディと共に1998年に発生したラクーンシティでのバイオハザードに遭遇、レオンと共に切り抜け、2005年以降はNGO団体「テラセイブ」に所属し、クリスやレオンとは違う方法でバイオテロと戦っている。
シェリー・バーキン (Sherry Birkin)
年齢：12歳『2』（1998年当時）→26歳 - 27歳『6』（2012年および2013年当時）
声：Lisa Yamanaka（『2』）、飯塚雅弓（『2』ドラマCD）、ローラ・ベイリー（『DC』）、Eden Riegel（『OR』『6』）、Eliza Pryor（『RE:2』）、金元寿子（『OR』日本語吹替版）、坂本真綾（『6』日本語吹替版）、佐々木りお（『RE:2』日本語吹替版）、井上ほの花（『WTRC』日本語吹替版）
映画版俳優：ホリー・デ・バロス（『WTRC』）
『2』『RE:2』『6』『DC』『OR』『WTRC』に登場するG-ウイルス開発者のウィリアム・バーキンと彼の妻のアネット・バーキンとの間に生まれた一人娘。1998年に発生したラクーンシティ事件に巻き込まれてしまうが、レオンとクレアに救出される。以降は長らく政府の監視下に置かれ、軟禁生活が続いたが、2009年にアルバート・ウェスカーの死亡がきっかけで軟禁生活から解放され、合衆国のエージェントとなる。
エイダ・ウォン (Ada Wong)
年齢：24歳（推定）『2』（1998年当時）→30歳（推定）『4』（2004年当時）→37歳（推定）『DM』（2011年当時）→38 - 39歳（推定）『6』（2013年当時）
声：サリー・カヒル (Sally Cahill) （『2』『4』『DC』）、水谷優子（『2』ドラマCD）、Courtenay Taylor（『OR』『6』『DM』）、Megan Hollingshead（『UC』）、Jolene Andersen（『RE:2』）、皆川純子（『6』『RE:2』『RE:4』『OR』『DM』『V(地上波放送)』日本語吹替版）、岡本麻弥（『V』劇場公開/ソフト版日本語吹替）、田中理恵（『WTRC』日本語吹替版）
映画版俳優 : リー・ビンビン（『V』）、リリー・ガオ（『WTRC』『RE:4(英語ボイス)』）
『2』『RE:2』『4』『RE:4』『6』『UC』『DC』『OR』『DM』『V』『WTRC』に登場する東洋系の風貌を持つ美女。
ハンク (Hunk)
年齢：不明
声：キース・シルバーシュタイン（『UC』以降の作品）、てらそままさき（『OR』『RV』『RE:2』日本語吹替版）
『2』『RE:2』『4』『UC』『DC』『OR』『RV』『RV2』に登場するアンブレラ特殊工作部隊（以降、「U.S.S.」）アルファチームに所属する特殊工作員。
カルロス・オリヴェイラ (Carlos Oliveira)
年齢：21歳『3』（1998年当時）
声：ヴィンス・コラッザ（『3』）、キム・ストラウス（『UC』）、ギデオン・エメリー（『OR』）、ジェフ・シーン（『RE:3』）、安元洋貴（『OR』『RE:3』日本語吹替版）
映画版俳優：オデッド・フェール
映画版日本語吹替：寺杣昌紀（劇場公開/ソフト版）、江原正士（地上波放送版）
『3』『RE:3』『UC』『OR』『II』『III』『V』に登場するアンブレラバイオハザード対策部隊（以降、「U.B.C.S.」）D小隊A分隊所属。
ウィリアム・バーキン (William Birkin)
声：Diego Matamoros（『2』）、TJ・ロトロ（『DC』『OR』『RE:2』）、関俊彦（『0（HDリマスター版）』、『RE:2』日本語吹替版）、平田広明（『WTRC』日本語吹替版）
映画版俳優：ジェイソン・アイザックス（『Ⅰ』） ※ノンクレジット、ニール・マクドノー（『WTRC』）
年齢：36歳（1998年当時）
『0』『2』『RE:2』『UC』『DC』『OR』『WTRC』の登場人物で、アンブレラ社の科学者。
とても残忍な性格で、自らの恩師のジェームス・マーカスを少しも躊躇せず殺害する一方、才能がある故の屈折した性格も持ち合わせており、幹部養成所再利用計画が頓挫した際や遡ってアレクシア・アシュフォードが10歳で南極研究所の主任となった時もかなり苦悩していた。
わずか16歳にしてアークレイ研究所の主任研究員に抜擢され、物語の根幹であるT-ウイルスの研究を引き継いで完成させG-ウイルスを開発したが、後にアンブレラから離反し、独自にアメリカ政府と兵器売買交渉を行おうとしたためにU.S.S.に襲撃された。死の間近には自らに多量のG-ウイルスを注入してクリーチャー「G」へと変貌（『UC』でG生物化した姿は「バーキンG」と呼称される）を遂げ、ハンク以外のU.S.S.を全滅させる際にT-ウイルスのカプセルを破壊したことがラクーンシティ壊滅の引き金となった。その後、何度もレオン・S・ケネディやクレア・レッドフィールドと戦うこととなるが、その度に敗れて異常進化を繰り返した挙句、列車の爆発で完全に死亡した（しかし、G-ウイルスを含んだ細胞片は後にエイダ・ウォンによって採取され、ウェスカーの手へ渡ることになる）。
『DC』では警察署地下でG第1形態として遭遇し、撃破後は下水道に転落、消息不明となる。その後再登場するアンブレラ研究所ではG第2～第4形態の連戦となりレオンやクレアと何度も戦い、その度に敗れて異常進化（第3形態以外はほとんど進化するときの姿を見ることができない）を繰り返す。またムービー内にて、G第2形態の状態でアネットに血清を撃ち込まれる描写が存在するものの、効果は無かった模様。最終チャプターにて第5形態として登場し、列車で脱出中のレオンやクレアを襲撃する。最後は列車の後方車両ごと切り離され、研究施設の爆発に巻き込まれて完全に死亡した。『2』のリメイク版である『RE:2』でも、これに準じた形で最期を迎える。
ジャック・クラウザー (Jack Krauser)
声：Jim Ward（『4』『DC』） / 日本語吹き替え：辻井健吾（RE:4）
『4』や『DC』に登場する元アメリカ特殊作戦軍に所属する兵士で、白兵戦の達人。
アリス・アバーナシー (Alice Abernathy)
年齢：不明
映画版俳優：ミラ・ジョヴォヴィッチ
日本語吹替声優：本田貴子（劇場公開/ソフト版）、岡寛恵（地上波放送版）
『I』『II』『III』『IV』『V』『FINAL』の主人公。

## 登場クリーチャー
本項では、シリーズに頻出している敵クリーチャーを紹介している。記載されていないクリーチャーについては、各作品別の記事を参照。
ゾンビ（Zombie）
t-ウィルスに感染した人間のなれの果て。正式名称は「活性死者」。
ウィルスにより大脳にダメージが行く事で知能や感情を失っている。また代謝が異常になる事で飢餓状態になり、エネルギーを求めて生きた人間を求め彷徨うが、共食いする事もある。
これに噛み付かれたり引っ掻かれたりすると、その人間もt-ウィルスに感染し、ゾンビと化してしまう。
C-ウィルスの空気感染でも出現する。こちらはt-ウィルスと違い、筋肉組織の劣化や、知能の喪失は少なくなっているため、手に持っている武器や道具で攻撃を加えたり、走ったり、飛び掛かる等、t-ウィルスのゾンビには見られなかった動きを見せている。
ケルベロス / ゾンビ犬（Cerberus / Zombie Dog）
シリーズ中に登場する犬種のほとんどがドーベルマン。
ケルベロスはアンブレラが開発したB.O.W.、ゾンビ犬は警察犬や軍用犬がt-ウィルスに感染してゾンビ化したそれぞれ別物である。
人間と違い、俊敏性や耐久力は失われていない。その理由については完全に詳細不明である。
ケルベロス
軍用のドーベルマンにt-ウィルスを投与し、誕生した生物兵器。コードナンバーは「MA-39」。
非常に凶暴な性質で、犬の習性が残っているために群れをなして行動することが多い。安価かつ性能的に優れていることから、アンブレラ社でも研究を続けていた。当初は自然発生したゾンビ犬と比べても大した性能差はなかった模様。
だが、GC版ではダウン耐性・耐久性が大幅に上昇し、能力が更に高い小ボス級の個体が現れるなど、兵器の名に恥じない完成度を見せる。
ゾンビ犬
ケルベロスとは違い、偶発的に生まれた個体で、主な感染ルートはt-ウィルスに汚染された食料を摂取したことによる。
性質自体はケルベロスとほとんど同じである。ゲーム中に登場するゾンビ犬は、その大半がラクーン市警の警察犬であり訓練を施されていたため、t-ウィルス感染後もそれ以前と同等の目標を捕捉する能力を有していた。
『CV』に登場した個体は、ロックフォート島で飼育されていた軍用犬がt-ウィルスに感染したものである。
ゾンビ犬C
C-ウィルス感染によりゾンビ化した犬。性質や動きにゾンビ犬との大きな違いはない。
ただし、こちらは軍用犬などではなく、飼い犬や野良犬であったものがゾンビ化しているという違いはある。

クモ
t-ウィルスに感染し、巨大化したクモ。
世界中あらゆる地域に存在するクモは、B.O.W.にふさわしい素体であるとして、アンブレラの研究素材となっていた。『3』の攻略本によれば、既に完成された形態にあるためか外見は巨躯だけが常軌を逸したものとなっている以外の変化はない。
生態は徘徊性であり、壁や天井を這い回っては大きな顎で噛み付くなど、積極的な捕食を行なう。毒性を備えているものも存在しており、口から強酸性の毒液を飛ばす攻撃も行う。
また、メスは腹部に大量の子グモを宿しており、親グモが息絶えると腹部が破裂して子グモが飛び出す。子グモは数が多く素早いが、踏み潰すだけで死ぬためにそれほど脅威ではない。
シリーズ中においての呼び名は様々で、『1』では「ウェブスピナー」、『2』と『3』では「大グモ」、『0』と『OB』シリーズでは「ジャイアントスパイダー」とそれぞれ呼称されている。
『CV』では従来のタランチュラではなく、ゴケグモを素体とする蜘蛛型B.O.W.が登場しており、英名は「ブラックウィドー」。他の作品より遥かに巨大な個体は、「大クモ」と呼称されている（他の作品と変わらないサイズの個体も存在するが、ここでは「中クモ」と呼ばれる）。
また、『DC』ではハエトリグモを素体とした「ジャンピング・マンイーター」、直訳で「跳躍する人を食べるもの」という蜘蛛型B.O.W.が登場している。
ウェブスピナー（Web Spinner）
実験により意図的に生み出されたB.O.W.。名称の意味は、「糸を紡ぐ者/網の紡ぎ手」であるが、ウェブスピナー自体は進化の過程で網を張る能力が退化している。
攻撃力は低いが、壁面や天井を自由に移動する機動力を活かし、ウィルスを拡散させる兵器として注目・研究されていた。ウェブスピナーの胎内から出現する小クモは「ベビースパイダー」と呼ばれており、母胎の大きさに比べて数が少ない。
廃棄処分されたウェブスピナーの生き残りは、施設から逃げ出した後に突然変異を遂げ、従来の数倍に巨大化。網を張る能力が復活して生命力と運動性能も向上し、毒の影響により身体がどす黒く変色したことで、研究員から「ブラックタイガー（Black Tiger）」と呼ばれるようになった個体も存在する。
大クモ/ジャイアントスパイダー
大クモ（ジャイアントスパイダー）と呼ばれるものには「元々B.O.W.用および研究用に開発されていたもの」「生物災害でT-ウィルスに2次感染したもの」の2種類が存在する。
B.O.W.や研究用として開発された個体は、非常に高い戦闘能力を有している。南極基地で見られた個体は、猛毒を持つ黒クモとなっている。これはアンブレラ支社へ搬送される予定であった中クモの1体が、搬送用カプセルから逃げて南極の厳しい環境に適応した進化形であり、体毛が無い。2次感染で大クモとなった個体は、自然界の蜘蛛がウィルスに感染したもので、凶暴化した他の生物に劣らないよう本来持つ環境適応能力により急速に進化・大型化し、毒性を強めただけである。

クロウ（Crow）
t-ウィルスに感染した死体を食べたことにより2次感染したカラス。
元々雑食であるカラスは、人間の死体以外にも昆虫や動植物なども食していたため、クロウは生物災害発生時の初期段階から出現していた。クロウには、鳴くことにより敵を威嚇する、群れを作り行動するなどのカラスが本来持つ習性が残っており、外見も眼球が赤く変色している程度で感染前との顕著な違いはない。しかし、それ以外で通常のカラスとは大きく異なる点として、銃声などの大きな音にも怯まず（本来カラスは音には敏感である。
ただし、『アンブレラクロニクルズ』でのムービーにおけるクロウは、リチャードの発した銃声で怯み逃亡している）、人間にも容赦なく襲いかかるほどに凶暴性が増している。この変貌ぶりは、後のアンブレラの研究に大きな影響を与えることになる。
基本的には、縄張りに侵入しない限り襲いかかることはない。森林や市街地など様々な地域に生息している上、飛行能力を有しているためt-ウィルスの拡散を後押しした要因の1つとなっている。
ハンター（Hunter）
人間にt-ウィルスを投与して遺伝子を変化させ、そこに他の生物の遺伝子（主に爬虫類）を組み合わせて生み出されたB.O.W.。
最も成功したB.O.W.であり数種類の亜種も存在するが、共通項としては強靱な肉体のほか、簡単な命令（「出会った人間は全て殺害しろ」など）を理解して仲間内での連携が可能な知能を持つこと、非常に攻撃的であることが挙げられる。その行動概念はまさしくハンター（狩人）の名に相応しく、巨大な爪を使った即死効果を有する「首狩り」を必殺技に持つ（一部を除く）。
リッカー（Licker）
ゾンビ化した人間が更にt-ウィルスに汚染されて突然変異を起こした結果、誕生したクリーチャー。
「リッカー」は、「舐める者」という意味。作中では、「このモンスターと初めて交戦したラクーン市警署員によってつけられたニックネーム」と設定されている。
通常のゾンビは激しい新陳代謝をまかなうだけの食糧を摂取できず、エネルギーが枯渇して完全な死を迎えるが、一部のゾンビはエネルギーを摂取し続けながら、t-ウィルスによる肉体の再構成を可能とする。変異の過程で脳は肥大して外部へ剥き出しとなり、剥離した皮膚からは新たに形成された筋肉組織が露出している。視覚能力は失ったものの、それを補うように聴覚が異常に発達している。ゾンビでは考えられないほどの運動能力を有し、跳躍力も異常に発達している。骨格の変形に伴い4足歩行へと変化し、これにより天井を逆さまに移動する能力を獲得した。こういった突然変異の結果、獲物を見つけると長い舌を槍のように硬く伸ばして相手の急所を貫き、仕留めるといった生態を持つに至った。
なお、初出の『2』では脳が露出していたが、『OB』シリーズではスキンヘッドになっている。
『バイオハザード2』
『1』におけるハンターのような存在として登場。『2』で最高の攻撃力を誇るクリーチャーG第4形態の「かみくだき」に次ぐ威力を持つ、「飛びツメ攻撃」を繰り出す。ハンターとは違いゲーム序盤から登場するため、初心者にとっては強敵。
また、体色が黒緑に変化し、爪が大型化した「リッカー改」という亜種も存在するが、こちらはゾンビ改からの変異体となっている。
『ガンサバイバー2 バイオハザード CODE:Veronica』
カメレオンのように体色を変化させる個体が登場する。
『バイオハザード アウトブレイク』シリーズ
ゾンビからリッカーへ進化したばかりで身体にまだ衣服が残っている個体や、更なる進化形として「サスペンデッド（吊るす者）」と呼称される個体が登場する。
『バイオハザード5』
トライセル社が従来のリッカーを始祖ウィルスで進化させた個体「リッカーβ」が登場する。外見そのものに大きな変化はないが、元々優れていた聴力に加え嗅覚が発達した上、従来の個体には見られなかった繁殖力や即死技も持っており、群れを成して獲物へ襲い掛かる。

タイラントシリーズ（Tyrant）
ゾンビと同じく、アンブレラによる狂気の研究を象徴するクリーチャー。人間の成人男性をベースにウィルスを投与し、様々な肉体強化を施して製造された究極のB.O.W.。
圧倒的な戦闘能力と生命力に加え、任務を遂行する兵士としての行動が可能な知能をも有する。シリーズのほとんどにタイラント（またはそれに準ずる亜種）が登場するが、本編内での登場回数は作品によってかなりのばらつきがある。タイラントシリーズの心臓は右胸にある場合が多い。
どの個体にも共通して言えることは、生命の危機に瀕すると暴走することや、それによって身体そのものをも変化させうるということである。そういった強靭な生命力を持つため、大抵の個体は特殊な手段を用いない限り、止めを刺せない。『RE:2』ではストーリーを進めない限りはいかなる攻撃でも止めは刺せず、執拗に追いかけてくる。
プラーガ（Plaga）
ヨーロッパの某国にあるサラザール城の地下深くに封印されていた寄生虫。邪教団「ロス・イルミナドス」が発掘して蘇らせ、付近一帯の支配のため利用した。後にトライセル社が改良を施し、実用性や繁殖性を向上させた。
「従属種」と「支配種」の2種類が存在する。「従属種」は寄生されると自我を失い、侵入者に容赦なく襲い掛かるなど凶暴化する。「支配種」は寄生されても自我を保つことができ、「従属種」に寄生された者を意のままに操る能力を得る。
『4』では邪教団の教徒や付近の村民がこれに寄生され、「ガナード」になった。『5』ではリカルド・アーヴィングがアフリカでプラーガの改良型を使用したことで、キジュジュ自治区の民や原住民のンディパヤ族が「マジニ」に変貌した。ガナードは寄生してから操るまでに1日以上時間を要するが、マジニは短時間で操ることが可能。また、一部のプラーガはG-ウィルスのように一度倒すと変化を起こすタイプも存在する。あくまでも「寄生生物」であり、「ウィルス」ではない。
『6』ではプラーガと似た特性を持つ「C-ウィルス」によって誕生したジュアヴォが登場する。
ガナード / マジニ（Gnado / Majini）
寄生体「プラーガ」に寄生された人間のなれの果て。ゾンビの一種でありながら通常のゾンビとは異なり言葉や武器を扱える。
生活や言動、武器を扱えるものの習性は寄生生物のそれで、衛生面の劣悪な環境を意に介さず（元に存在している街は腐ったものが多く存在する）、余所者には非常に攻撃的という部分がある。

カドゥ（Cadou）
マザー・ミランダが特異菌と線虫を組み合わせて作った胎児のような形をした寄生生物。
カドゥを植え付けられた人間は適合率が良好であれば特別な力を得られるが、適合率が低いとライカンのような化け物になり果ててしまう。
また、生物だけではなく人形や死体などの無機質な物にも植え付ける事が可能で、『ヴィレッジ』に登場するドナのように特殊なシグナル物質によって人形に寄生させたカドゥを遠隔で操作し、攻撃するといった事も可能である。
ライカン（Lycan）
『ヴィレッジ』におけるゾンビのような存在。上記「カドゥ」に適合出来なかった村人のなれの果てで、狼男のような外観を持つ。
ゾンビやガナード・マジニのように2足歩行も出来るが、人間を発見すると、素早く手をつき、四つん這いになりかなりのスピードで距離を詰めてくる。理性が無いように見えるが、弓や斧を使用して攻撃してきたり、馬に乗っている個体もいるのである程度の知能は残っている模様。
物語序盤で四貴族会談の後に行われるハイゼンベルクがしかけるゲームにも多数登場し、ハイゼンベルクが命令するまで攻撃してこないなど（ものすごい形相でイーサンを睨みつけ威嚇する事はあるが）人間の言葉を理解しているようにも見える。ただし言葉を理解しているのか、カドゥによる意思疎通能力なのかは不明。
大型ライカン
通常のライカンよりも体格・攻撃力が高い個体。顔に仮面を付け、両手両脚には金属片などを装着し、攻撃力と防御力を高めている。
ウリアシュ
大型ライカンを上回る巨体で顔の周りは毛で覆われライオンのたてがみのようになっている。大型のハンマーで攻撃し、他のライカンを束ねているように見える。
ウリアシュ・ストリージャ
ウリアシュよりもさらに大きな個体。菌根を守っている門番的存在。菌根に爆弾を仕掛けに行く途中の洞窟でクリスと遭遇し攻撃を仕掛けてくる。

## シリーズ頻出の武器・アイテム
本項では、2作品以上登場しているものについて紹介している。特に記述の無いものは、全作品に登場。

### 主要武器
ナイフ（Knife）
登場作品：『GS1』『GS2』『GS4』以外の全作品
一部作品を除き、原則主人公が初期から所持している武器。サバイバルナイフ、コンバットナイフ、ナイフ、といったように呼称や形状はシリーズを通してさまざまで、威力もシリーズにより異なる。『アウトブレイク』では、ナイフとは別に包丁が登場する。
また、同作品中でもキャラクターによって太刀筋が違っており、持ち方が違うキャラも居る。
共通して接近戦を強いられることから、銃器と比較してダメージを受けやすい。そのため、後述するナイフクリアなどのやりこみが行われたり、弾薬が尽きた際の攻撃手段としてのイメージが強い。しかし、作品によっては相手と状況を考えて使用すれば非常に実用的な攻撃を行える。特に『CV』においては、一振りで複数回の攻撃判定が発生し、ダウン中の相手を切り刻むことで大ダメージが見込める。
また、『4』以降では標準装備化による銃器との併用や弱点を狙えるなどの要素から、使い勝手が格段に向上しているが、『5』以降では体術の有効性から存在感は薄くなってしまった。
ハンドガン（Hand Gun）
登場作品：全作品
ナイフと同様に、キャラクターが初期から持っている銃器。主に9mmx19mmパラベラム弾を使用する。
攻撃力は弱めに設定されるが、弾薬は序盤から終盤に渡って入手が可能で、シリーズ中でも数多くの強化パーツが登場するなど、立ち回り次第では一部を除く終盤のクリーチャーとも十二分に渡り合える。
特に『4』『5』では強化が容易で、性能もそれなりにあることから、終盤でも主力として十分に使える。『7』では一部イベントを除いて、初入手の機会が遅めになっている。
ショットガン（Shot Gun）
登場作品：全作品
実包内に込められた小径の鉛弾丸複数を一度に発射する大口径銃の総称。
ポンプアクション式とセミオート式の2種類があり、ゲーム中での使用弾薬は一部の例外を除いて12番弾。
放射状に攻撃判定があるため、複数のクリーチャーに囲まれた状況でも活路を開ける。単体相手でも接近状態ではノックバック付の強力なダメージを見込め、ゾンビ・ガナード・マジニの頭を狙えば頭部を吹き飛ばして一撃死させられる。
欠点は連射の遅さと距離による威力の減退が大きいことであるが、4以降はそれを補ったショットガンも存在する。
マグナム（Magnum）
登場作品：全作品
火薬の量を数倍に増量し、破壊力を強化した強装大型弾薬を使用する銃器の通称。
シリーズではハンドガンタイプのみが登場し、.357、.44、.50など口径にもいくつかのバリエーションがあるほか、セミオートとリボルバーの2種類がある。
発射後の隙も大きく、装弾数や入手できる弾薬は少ないが、威力は絶大であるため、ボス戦のような強敵相手に有効な攻撃手段となる。一部の例外を除き、飛び抜けて高い威力を誇っている。
『5』では対ボス専用兵器が登場していることから、処刑マジニのような中ボスや防弾系の防具を装備した一部の敵を倒すことがメインとなる。
グレネードランチャー（Grenade Launcher）
登場作品：『4』以外の全作品
ハンドグレネード（手榴弾）、榴弾などを遠距離へ投擲・発射させる携行銃器。
銃口部へ装着して空砲の空気圧で発射させるものや、専用の弾薬（主に40mm榴弾）を撃鉄によって施条された銃砲身から撃ち出すものが存在する。後者は1発ごとに装填するタイプと、回転式弾倉で弾薬を携行・連続発射可能とするタイプが存在し、ゲームでもシリーズにより両タイプが登場する。
ゲーム中の弾薬の種類には、グレネード弾（シリーズによっては榴弾もしくは炸裂弾）・硫酸弾・火炎弾（シリーズによっては焼夷弾）・冷凍弾・ガス弾（対B.O.W.ガス弾）、マインスロアー弾、電撃弾がある(実在するものはグレネード弾と火炎弾)。
他にガス噴出式のものは煙幕弾が暴動鎮圧用などの用途に使用されるが、その他の対B.O.W.ガス弾などはゲーム独自の設定。
弾薬毎に有効な敵が異なるため、敵に合わせて使用する弾薬を交換することが求められる。『3』ではガンパウダーで量産することができるが、炸裂弾以外の弾薬の入手量は極めて少なめに設定されており、マップ上では入手できない。
マインスロアー
登場作品：『3』『4』
アンブレラ社の兵器開発部門が開発した特殊な武器。
弾を発射すると敵や障害物に突き刺さり、その数秒後に爆発する。爆発の威力は手榴弾と同等で、爆発による足止めも可能。また、爆発の際、近くにいると巻き込まれて自分もダメージを受ける。なお、敵や動物に着弾した際にはダメージは発生しない。
『3』に登場する物は、アンブレラ社がU.B.C.S.に支給したものであるため、入手できる弾薬はごく少ない。『4』に登場するものはアンブレラ崩壊後に作られた模造品であるが、性能はほとんど変わらない。弾薬を無限にするアイテムと組み合わせる（『4』では限定仕様にする）と、誘導弾になる（『3』では貫通能力も付く）。
なお、『RE:3』では銃器本体が登場せず、グレネードランチャーの弾薬として「マインスロアー弾」が登場する。
ボウガン（Bow Gun）
登場作品：『2』、『CV』、『4』（GC版以外）、『DC』、『6』、『RV2』
弓を銃器の要領で発射可能な武器。
主に女性キャラクターが使用する機会が多い。
『CV』と『4』では、マグナムに勝るとも劣らない威力の「火薬付きボウガン」を使用できる。
ロングボウ（Longbow）
登場作品：『4』『5』『THE MERCENARIES 3D』
『4』ではミニゲーム「MERCENARIES」にて、クラウザーのみが使用可能な武器であるが『5』では隠し武器かつ弾数無限の武器として登場し、シェバのみが装備可能。
いずれも弾道が放物線を描くうえ、『5』ではレーザーサイトが装備されておらず、矢が放物線状に飛んでいくために扱いが難しいが、威力は高く雑魚なら一撃で倒せる。
ロケットランチャー（Rocket Launcher）
登場作品：『7』以外の全作品
ほとんどのクリーチャーを一撃で葬り去るほどの威力を持つが、構えるまでの時間や着弾までのラグが大きく、取り回しには優れない。
なお、全作品にクリア後の特典としていくら撃っても弾が減らない「無限ロケットランチャー」が登場する。
主にラストボスに止めを刺す手段としての登場が多い。『1』に登場したようなランチャータイプと、『2』に登場したようなバズーカタイプの2種類がある。
基本的に水平方向にしか構えられないため、背の低い敵や空を飛ぶ敵などには直接命中させるのが困難、あるいは不可能な場合がある。
『1』のリメイク版や『0』では最初から無限化されたライフルタイプが登場し、『4』や『5』では性能や入手要件などの仕様が大幅に異なり、特に『4』では特殊弾頭を使用する新しいタイプも登場している（詳細はバイオハザード4#その他を参照）。『6』、『7』には無限ロケットランチャーは登場しない。モデルはRPG-7、M202など。
『GAIDEN』ではザコ敵すら一撃で倒せない最弱の武器となっている。
ガスランチャー
登場作品：『GAIDEN』
ボス戦でも致命傷を負わせることができる程ダメージが大きく、しかもエイムの必要がない最強武器。
ラスボスすらもこの武器2発と適当な武器数発で倒せるほどで、『GAIDEN』におけるバランスブレイカーと言える。
火炎放射器
登場作品：『1』『2』『5』『7』『RE:2』
化学燃料を発火させて炎を噴出させる武器。
射程が短く、『5』以外は補給もできない使い切りの武器でもある。
『1』ではクリス編でのみ使用可能で、ストーリーの進行上必ず使う。ジル編ではバリーがイベントシーンで使うのみ。『2』ではレオン編でのみ使用可能。触手を燃やすことも可能。『5』ではウロボロス・ムコノとの戦闘でのみ使用が可能。一定時間使うと、充填装置に戻して補給する必要がある。『7』ではバーナーの名称で登場し、主に虫型クリーチャーとの戦闘で重宝される。
ガトリング（Gatling）
登場作品：『2』『3』『4』『5』『RV』『RE:2』
一部の作品にて隠し武器かつ弾数無限の武器として登場するし、『4』では、敵キャラクターのみが使用する。
後述のサブマシンガンと多少似ており、威力では上回るが発射までの隙が大きく、取り回しの良さでは劣る。『5』ではクリスのみが装備することができ、命中精度は最も低い。また、所持しているだけで弾薬箱を背負う状態となり、移動は遅くなるが背後からの射撃を弾くようになる。『RV』ではCAMPAIGN MODEのみ登場。持ち運びなどはできず、ヘリに積まれている固定銃座のみである。
サブマシンガン（Sub Machine Gun）/ マシンガン（Machine Gun）/ マシンピストル（machine pistol）
登場作品：『PC版1』『2』『CV』『0』『4』『5』『RV』シリーズ『OB』シリーズ『CHRONICLES』シリーズ『THE MERCENARIES 3D』『6』『7』『RE:2』『VILLAGE』
世界各国の軍事組織、特殊部隊や武装集団が使用する、拳銃弾を連続発射可能な携行銃器。
ハンドガン用の拳銃弾を共用できるものと、専用拳銃弾を使用するものがある。拳銃の要領で対象へ連続して弾丸を撃ち込めるが、威力はハンドガンの1/2程度。なお、隠し武器として弾数が無限になっているサブマシンガンを入手できる作品もある。
シリーズで登場したものには、『0』『OBシリーズ』『5』『RV』『RE:2』でH&K MP5系、『2』と『CV』でMAC-M11、『4』ではステアーTMP、『7』ではPP-19 Bizonがある。
ガトリングガンに比べ、攻撃力では劣るが発射までのタイムラグが少なく、足下や上方向でも狙え、弾幕を張れるなどの取り回しの良さに優れる。
アサルトライフル（Assult Rifle）
登場作品：『3』『CV』『5』『RV』シリーズ『OB』シリーズ『THE MERCENARIES 3D』『6』『RV2』『RE:3』『VILLAGE』
世界各国の正規軍からテロリストなどの武装集団といった、現代のあらゆる軍事組織や武装組織が使用する、強力な貫通力と連射力を誇る主力歩兵小火器。
主に5.56mmx45mmもしくは7.62×39mm弾の銃器が登場し、5.56mmx45mm使用の銃は『3』と『OBシリーズ』にM4A1、『5』にSIG SG556、『RV』にステアーAUGとH&K G36Kが登場し、7.62×39mm弾使用の銃器は『CV』と『RV2』ではAK-47、『RV2』にSR-47がそれぞれ登場した。
サブマシンガンと酷似する部分も多いが、その歴史や使用目的は大きく異なる。ゲーム中では3点バーストモードへの切り替え（『3』でのみ）・連射速度・一発辺りの威力などがサブマシンガンとの相違点である。現実とは異なり弾丸が貫通することは無く、1発辺りの威力もハンドガンより低い。
スナイパーライフル（Sniper Rifle）
登場作品：『CV』『4』『5』『RV』シリーズ『OB2』『THE MERCENARIES 3D』『6』『RV2』『VILLAGE』
銃器に光学照準器を搭載することにより、遠距離の対象の射撃を可能としたもの。
種類はボルトアクションタイプとセミオートタイプの2つ。ボルトアクションタイプは1発撃つごとに再装填が必要であるうえ、その際にスコープから目を離してしまうが、セミオートでは弾倉を換えるまでは覗いたまま撃てる。
一般的にはボルトアクションなどの小銃が狙撃銃の定型として有名であり、その精度の良さや取り扱いの面から軍や警察の各種特殊部隊のほか、一般の狩猟用としても広汎に用いられている。
しかし、アサルトライフルを原型とした狙撃銃もあり、銃器メーカーでは通常ラインで生産されたアサルトライフルのうち、精度の特に高いものを選別し、狙撃銃に改良して販売している場合もある。
ゲーム内では、威力もハンドガンやショットガンなどと比較して高い傾向にあり、貫通力も高い。
シリーズでは『CV』に初登場し、特定のボス戦でのみ使用できた。『OB2』ではシナリオ「咆哮」にハンティングライフルが登場するほか、シナリオ「突破」にてNPCがPSG-1を使用していた。『4』ではシステム上狙いを付けることは他の武器でも可能であるが、ライフルの場合は弱点を狙撃した際に特にダメージが高くなる敵が存在するほか、ガナードの頭部を狙撃すると一部の例外を除いて一撃で倒せる。

### 投擲武器
手榴弾
登場作品：『4』、『5』、『RV』、『CHRONICLES』シリーズ、『THE MERCENARIES 3D』『6』『7』『RE:2』『RE:3』『VILLAGE』
敵に向かって使用する手投げ爆弾。3種類ある。
緑色の通常の手榴弾は複数の敵を巻き込めるが、投げてから爆発するまでにタイムラグが生じる。
赤色の焼夷弾(焼夷手榴弾)は手榴弾と違い、着弾直後に炎が一定時間上がり、敵を燃やせる。作品によっては、非常に有効な武器にもなり得る。
青色の閃光弾はダメージこそは与えられないが、強い光を発生させて敵の目を一時的に眩ませることが可能で、複数の敵に囲まれた際に役立つ。また、『4』などでは一部の敵を一撃で倒すことができる。
卵
登場作品：『4』、『5』
鶏が産んだり、蛇を倒した際に入手できる武器兼回復アイテムで白、茶、金、腐ったやつの4種類が存在。
装備することで武器として使用でき、基本的に威力は非常に低いが、腐った卵だけは強さを発揮する。

### アイテム
救急スプレー（First-aid spray）
プレイヤーの体力を全回復させるアイテム。
作品によってはパートナーキャラクターの体力も同時に回復できる。「グリーンハーブ×3」「グリーンハーブ+レッドハーブ」と同等の回復効果があるが、解毒作用は無い。
作品によっては、救急スプレーを同時に3つ所持できる「救急ボックス」が登場する。自身（もしくはパートナー）にスプレーを噴霧するように使う。
『OB』では武器のように装備して噴霧を浴びせるように使用することで、クリーチャーを怯ませたり仲間を回復するなど、新たな使い方がある。
グリーンハーブ（Green Herb）
シリーズを通して登場する体力回復アイテム。
最もポピュラーなハーブであり、単体では少量しか回復できないが、他のハーブと組み合わせることで回復量を増やすことができる。ハーブ全般に関する特徴として、t-ウィルスの進行をわずかに抑制する作用がある。
『5』ではシリーズで初めて使用場面が描かれ、救急スプレーと同様に患部に噴射して使用する。『6』ではタブレット状にして服用する。
『RE:3』ではマーティン・サンドウィッチがこれを食べた際に抹茶味だと口にしている為、ハーブティーに使われるタイプのハーブの可能性もある。
レッドハーブ（Red Herb）
他ハーブの効能を大幅に向上させる効果がある特殊なハーブ。
他のハーブと組み合わせて使う必要があり、単体での使用は基本的に不可能であるが、『OBシリーズ』でのみ、ウイルスゲージ進行の妨害のため単体で使用可能。どの作品でも入手できる数はあまり多くない。基本的な使用法として、グリーンハーブと組み合わせることで、救急スプレーと同じ体力を全回復させるアイテムを作れる。また、1つの調合ハーブに対して複数組み合わせることは不可。
また、特定のキャラクターのみ、調合して「止血剤」にできる。
なお、ラクーンシティではこれを使った料理などのレシピも存在し、住民にとってはかなり身近なようである。
ブルーハーブ（Blue Herb）
解毒作用があるハーブ（ただし一部のものを除く）。
クリーチャーの攻撃で毒を受けた時に使用すると、その毒を消すことが出来る。未調合のブルーハーブであれば調合可能。
なお、作品によっては無限に使える鉢植え（プランター）が登場するが、こちらは持ち運び不可能。
イエローハーブ（Yellow Herb）
『4』でブルーハーブの代わりに登場したハーブ。ライフの上限値を増やす効果がある。
「グリーンハーブ」「グリーンハーブ+レッドハーブ」と組み合わせることで使用可能で、単独もしくはレッドハーブのみと組み合わせた状態では使用できない。
『RESISTANCE』では、防御力と攻撃力を一時的に上昇させることができる。現在のところ、『GAIDEN』『4』『RESISTANCE』のみの登場となっている。
パープルのハーブ
『GAIDEN』にのみ登場する解毒作用と体力を大きく回復させる効果を持ったハーブ。
調合ハーブ（Mixed Herb）
上記のハーブのいずれかを2つ以上調合することで製作できる。
シリーズ通して調合できる最大数は基本的に3つまでとなっており、より多く調合を繰り返したほうが高い効果を期待できる。なお、調合前は草のような概観であるが、調合後のグラフィックは粉薬のようなイメージに切り替わる。
- グリーンハーブ+グリーンハーブ（+グリーンハーブ） - グリーンハーブ単体より高い回復効果を得られる。3つ調合すると、体力を全回復するアイテムになる。
- グリーンハーブ+レッドハーブ - 体力を全回復できる。グリーンハーブ3個の調合よりも無駄が少ない。
- グリーンハーブ+ブルーハーブ - グリーンハーブ1個分の回復力に解毒作用が加わる。アイテム欄の節約に使われる調合。
- レッドハーブ+ブルーハーブ - 『RE:2』でのみ使用可能な組み合わせ。使用後に一定時間、ダメージ軽減と防毒の効果をもたらす。
- グリーンハーブ+レッドハーブ+ブルーハーブ - 体力全回復と解毒作用(『RE:2』ではさらに一定時間のダメージ軽減と防毒の効果)を併せ持つ、ゲーム中最高能力のハーブ。
- グリーンハーブ+イエローハーブ - グリーンハーブ1個分の回復と体力最大値の上昇。現在では『4』のみ登場。
- グリーンハーブ+レッドハーブ+イエローハーブ - 最大の回復能力と体力最大値の上昇。現在では『4』のみ登場。

インクリボン（Ink ribbon）
タイプライターでゲームの内容をセーブするために必要なアイテム。
作品や難易度によって入手可能数（＝セーブ可能回数）は異なる（無限のものや1回きりものもある）。
『4』など一部作品ではインクリボンは存在せず、タイプライターで無限にセーブできる。
ライター（Lighter）
仕掛けに着火したり、ゾンビの焼却に使用する。
シリーズによっては、主に男性キャラクターが最初から持っている場合がある。

### ファイル
ゲーム中で入手できる書物。日記や手紙、手帳、報告書、メールなど、様々な書類の形式でマップに置かれている。
内容はマップの仕掛けや敵クリーチャーの情報、ストーリーの背景、書いたキャラクターの変化などが書かれており、ゲームを攻略する上で重要なヒントになる。
『1』で入手できる「飼育係の日誌」は、T-ウィルスに感染した人間がゾンビになり果てるまでの経過が巧みに表現されたもの。このファイルの最後に記された「かゆい、うま」という文章は、『ブレス オブ ファイア』シリーズなど同社作品でも小ネタとして用いられたほか、2009年にgooの「よく見かけるけど意味がわからないインターネット用語ランキング」で第1位となった。また、他社作品にも影響を及ぼしており、スクウェア・エニックスのDSソフト『ファイナルファンタジー・クリスタルクロニクル リング・オブ・フェイト』ではこのネタを借用したとうかがえるシーンがある。
『3』では、特定の順番でファイルを入手するか全ファイルを入手した後、順番通りにファイルを見ていくと、最後のファイルが「ジルの日記」に変化する。

## ゲーム用語

### 組織等

#### ラクーンシティ
シリーズ初期において物語の中心となる、アメリカ中西部の架空の工業都市。

#### S.T.A.R.S.
"Special Tactics And Rescue Service"の略。ラクーン市警察が保有する特殊部隊。各分野のエキスパートから構成されている。主人公のジル、クリスなどが所属していた。

#### R.P.D.
"Raccoon Police Department"の略。ラクーン市警。ラクーンシティの警察機関で、街の規模に合わせて十分な数の警官を確保し、常時勤務させている。バイオハザード大発生時においては、宿直の警官から非番の警官まで総動員し、対応に追われていたが、署内に残っていた警官のほとんどは署長ブライアン・アイアンズの策略で脱出できず、無意味な死を遂げることとなる。
同市警察の特殊部隊『S.T.A.R.S.』は、『0』『1』のアークレイ山中事件にてメンバーの大半が殉職し、機能停止となってしまっていた。その代わりとして、急遽R.P.D.選抜警官隊が創設された。同部隊はS.T.A.R.S.に代わり、ラクーン市警のSWATとして機能するはずであった。そのため、S.T.A.R.S.ほどではないが隊員たちは厳しい選考課程を突破した、優秀なラクーン市警の選抜警官である。主な武装はベネリM3、H&K MP5A5。
災害が発生した当初は、署内で同部隊が大いに活躍すると期待されていたが、ゾンビの数は市警の予測を遥かに上回っていたため、出動後に間もなく壊滅する様子が『3』のオープニングにて描かれている。

#### アンブレラ社

アンブレラ社を象徴する赤と白の社章。社名の由来は「傘（アンブレラ）で人類を庇護する」という意味である。社章の由来は『VILLAGE』で登場した村の洞窟にあった紋章をそのまま流用したものである。

国際規模で事業展開している1968年創設の巨大製薬企業。秘密裏に生体兵器の研究開発・販売を行なっていた。『赤と白の傘』の社章が特徴。ラクーンシティの事件後、主人公達の活躍とアメリカ合衆国連邦政府による業務停止命令によって株価が暴落し壊滅したが、2007年に会社更生法の適用により対バイオテロ専門の民間軍事会社として再建され、社章も『青と白の傘』に変更された。
B.O.W.
"Bio Organic Weapon"の略。アンブレラ社がt-ウィルスを用いて作り出した生体兵器。
ハンターやタイラントがこれにあたる。ゾンビやクロウなどは、アンブレラが意図的に開発したものではなく、バイオハザードの際、偶発的に発生した個体なので、B.O.W.には含まれない。
アンブレラ崩壊以降は、様々な所にt-ウィルスをはじめとする複数種類のウィルスやB.O.W.が広がったため、世界中でバイオテロを引き起こす要因となってしまっており、さらには、それらを元に新たなウィルスが独自に生み出されたり、別の生物を扱った今までにない新たなB.O.W.が増えてきており、多様化もしてきている。
U.B.C.S.
"Umbrella Biohazard Countermeasure Service"の略。主に傭兵で構成されるアンブレラ社の私兵部隊。

U.S.S.
"Umbrella Security Service"の略。アンブレラ社が保有する保安部門。アンブレラに不都合な人物や証拠を抹殺するなど同社の「裏の顔」を象徴する組織。

H.C.F.
"Hive （もしくは Host） Capture Force" の略。アンブレラと敵対関係にある組織。規模は不明であるがアンブレラと同程度の技術を有し、B.O.W.の運用も行っている。この部隊にはエイダや、『CODE:Veronica』当時のウェスカーなどが所属する。『7』での事件の発端になったエヴリンという少女に投与されたE-ネクロトシキンの開発に技術協力していたことが作中終盤で明らかにされている。

#### BSAA
Bioterrorism Security Assessment Allianceの略。「アンブレラ社の瓦解によって拡散した生体兵器が世界中で悪用される」という事態に直面した製薬会社の組合「製薬企業連盟」が国際世論からの責任追及を危惧し、共同で資金を拠出して2003年から2004年にかけて結成されたバイオテロ対策部隊。
設立当初は民間の一団体に過ぎず、各国の警察や軍隊がバイオテロに関する事案を扱う際にオブザーバーとして関わる程度で、先に設立されていた同じく対バイオテロ組織「FBC」の補助的な存在でしかなかったが、2005年にクイーン・ゼノビア事件をきっかけとしてFBCが解散し大部分がBSAAに吸収されたことに加え、これまで以上にバイオテロの脅威が増していく中で補助的な役割ではすぐに限界が来ることは見えていた。そこで直接的にバイオテロに対処するための即応性のある実動部隊を編成することが求められ、一民間組織から国際連合管轄下の公的組織として再編されるに至った。場所や国を問わず迅速に活動できるように、バイオテロや関連する事件が起きた際は当事国がBSAAに対して無制限の活動権限を与えることを大半の国連加盟国（一部の国は条件付きではあるものの）が承認し、世界規模で迅速かつ大規模な活動が可能となった。
欧州に本部を構え、世界各地に支部（北米・南米・極東・中東・東部アフリカ・西部アフリカ・オセアニア）を持ち、バイオテロの情報収集・予防・制圧を行なっている。予想外の事態によって派遣部隊が危機的状況に陥ったり全滅したりしても、撤退を命令するのではなく増員を送るなど、隊員の人命よりも作戦の完遂を優先する傾向が強く、作中でもそのように描かれている。
BSAAの隊員には大きく分けて2種類存在している。
1つはSOU（Special Operations Unit）と呼ばれる特殊活動部隊であり、各国の軍隊・警察・特殊部隊・諜報機関などの経験者たちで構成される実戦部隊（アルファ・チーム、デルタ・チームなどの複数のチームが存在する）。一個チーム12名編成で構成され、B.O.Wや変異体などの駆除を任務としている。それゆえに殉職率の高い危険な仕事であり、遺体も原形を留めない場合が多い。『5』ではダン・デチャント、ジョッシュ・ストーンが、『6』ではエージェントから実働部隊に異動したクリス・レッドフィールド、『HI』では欧州本部に所属しているパーカー・ルチアーニが相当する。
もう1つはSOA（Special Operations Agent）と呼ばれる隊員であり、SOUのバックアップを行うほか、テロ組織やブラックマーケットおよびその売人の調査などの情報収集活動を行う、通称「エージェント」。先の実戦部隊とは違い、主に1-2名の極少数での捜査、諜報活動を任務とする。『5』では、クリスとシェバ・アローマが2人のみでブラヴォーチームとして活躍している。『マルハワデザイア』（以降『MD』）では、単独でメラ・ビジが活躍している。
エージェントには各種の技術や戦闘能力だけでなく、心理的適性も大きく考慮されて抜擢される。また、SOUと違って単独行動が多いために技量がSOUより高く見られることもあるが、前述通り心理的適性が大きく考慮される形が多いことから、実際の戦闘能力面はSOUの方が高いことも少なくない。また、極少数での活動ゆえ、多数の敵に襲撃されるとピンチに陥ることもしばしばある。『5』では、クリス、ジル・バレンタイン、シェバ、レイナード・フィッシャーなどが、『MD』ではメラが相当する。
さらに、特に優秀なエージェントはレベル10の行動権が認められており、支部を越えた捜査や作戦の参加などが認められるようにもなっている。作中では、クリスが該当する。
『バイオハザード アンブレラ・クロニクルズ』でクリスとジルが所属した対バイオハザード私設部隊が前身になっており、クリスやジルなどBSAAの創設メンバー11人は、「オリジナル・イレブン」と呼ばれる。国連の公的組織になった後も製薬企業連盟から批判逃れと宣伝目的で多額の出資を受けているため、製薬企業連盟が未だに大きな権限を持っている。
装備・戦力
世界各地に展開する国際的な組織という側面から、隊員の装備品はS&W M29、コルト・パイソン、M1911、グロック17、ベレッタM92F、ベレッタM93R、ベネリM3、M4A1、SCAR、ACR、SG556、G36、レミントンM700、H&K PSG1、M24E1 ESRやRDI ストライカー12、M134、RPG-7など、様々な国で製造されたものとなっている。
機動戦力として、陸上ではハンヴィー、VAB装甲車（火力支援型）、イヴェコ LMV（『VD』ノベライズ版）、航空機はF-16、UH-1、UH-60、CH-47、V-22を保有している。他にも海上戦力がある。
さらに、『VILLAGE』ではクリスにすら知らせずに人型のB.O.W.を兵士として戦力に用いていたことが明らかとなっている。
ハウンドウルフ隊
クリス率いるBSAAの精鋭部隊。元々BSAA内の特殊部隊であったが、ハウンドウルフ隊を私的に利用した事や、BSAAのコンピューターに無許可でアクセスした事が発覚し、目を付けられたので隊員と共にBSAAを離反、以後はクリスの私兵として活動しているのか新生アンブレラの部隊として行動しているのかは不明。

#### その他の組織
DSO
Division of Security Operationsの略。
レオン・S・ケネディとシェリー・バーキンの所属する、アメリカ大統領直轄のエージェント組織。
2011年に、年々深刻化するバイオテロの脅威から国家を守る目的で、アダム・ベンフォード大統領の提案と指示により下記のFOSと共に発足された。所属するエージェントたちは様々な組織から選抜され、国家および大統領のために戦う彼らの行動は「絶対的な正義」と見なされている。
設立当初から所属するレオンらエージェントの挙げる働き・成果は目覚ましいものとなり、設立からわずか2年で大統領の剣と評される程に成長を遂げた。なお、レオンが『4』（2004年）の時に所属していた組織とは別物である。
FOS
Field Operations Supportの略。
DSOと同様、アダム・ベンフォードの呼び掛けにより2011年に設立された組織。
DSOを始めとする世界中に散らばる合衆国エージェントの統括およびそのサポートを任務としており、それを行うオペレーターの連携を強化することも目的としている。FOS設立には、レオンやイングリッド・ハニガンも深く関わっている。
FBC
Federal Bioterrorism Commissionの略。
ラクーンシティ壊滅後、2001年に設立されたアメリカの対バイオテロ部隊。合衆国政府が裏でアンブレラと癒着し、B.O.W.の開発や取引をしていたことが公になることを避けるために設立された。
2004年に、テラグリジアでテロ組織「ヴェルトロ」が起こしたバイオテロ（テラグリジア・パニック）を鎮圧。しかしそのテロは、FBC初代長官のモルガン・ランズディールが、FBCの組織としての地位を確固たるものにするために起こしたものであった。翌2005年のクイーン・ゼノビア事件の際に、クリスやジルらBSAAの活躍によってその真実が暴かれ、モルガンは逮捕。それがきっかけでFBCは解体され、装備や人員の大半がBSAAに吸収された。
2011年には、元FBCでモルガンの右腕であったニール・フィッシャーが、FBCの再建を目論み、クレアやモイラ達NGO団体『テラセイブ』のメンバーを意図的に孤島に拉致して、バイオハザード事件に巻き込んだ。
テラセイブ
『バイオハザード ディジェネレーション』（以降、『DG』）で初登場したNGO団体。
『DG』および『バイオハザード リベレーションズ2』（以降、『RV2』）にて登場したクレア・レッドフィールドや、モイラ・バートンが所属している。
BSAAと違い、バイオテロを直接的に制圧するのではなく、バイオテロや薬害に遭った人々の支援と救済、バイオテロや薬害を引き起こした企業等の糾弾・監視を主な仕事としている。
バイオテロの被災地に直接赴いたり、特に後者の仕事内容から敵も多く、BSAA程ではないが職員の殉職率も高い。その為、クレアのように銃が扱え、なおかつB.O.W.との遭遇の際もある程度対処している様子もある事から、それなりの戦闘訓練を積んだメンバーもいるようである。
ただ、『DG』において元職員のカーティス・ミラーがバイオテロを引き起こしたり、『RV2』において職員のニール・フィッシャーが自らの欲望のためにテラセイブメンバーを巻き込んだバイオテロに加担したりと、不祥事も少なくはない。
トライセル
『5』に（厳密には『DG』のエピローグから）登場する世界的製薬企業。BSAAの設立に関わった製薬企業連盟の理事企業であり、『DG』に登場した製薬企業のウィルファーマ社を吸収するなどの成長を見せる。しかし、裏ではアンブレラと同様にB.O.W.の研究開発を行っており、『5』でのキジュジュ自治区のバイオテロに深くかかわっている他、アルバート・ウェスカーによる「ウロボロス計画」にも関与している。クリスらBSAAの活躍で「ウロボロス計画」が阻止されウェスカーが倒された後、2011年時点(『RV2』)では壊滅している。
ファミリー
『6』に登場するディレック・C・シモンズの出身となるシモンズ家一族が創設した組織。
古来より「世界の安定」を目的としており、その巨大な組織力と莫大な資金、世界中に張り巡らされた情報網を駆使して世界を裏で操作しながら、暗躍してきたとされている。ただし、「世界の安定＝シモンズ家にとっての最も有益な形となる世界」であることを安定と定義しているため、必ずしも世界平和を掲げているわけではない。
『6』の作中では、エイダ・ウォン（カーラ）が、「今日までの世界を作ったのは、あなた（シモンズ）とそのファミリーよ。」と断言している他、エイダ・ウォン（オリジナル）も、「実際にこの国（アメリカ）を作り、牛耳っている連中」と称している。
歴史の変化により安定の定義は異なるが、『6』ではアメリカを頂点とするピラミッド型の勢力図であることを安定と定義しているため、それを破綻させたり変革しようものなら、国家や大統領であろうとも容赦なく断罪を加える。また、安定のためなら手段を選ばず、たとえ無関係の人間がいくら巻き込まれようとも意に介することなく実行する。
このように、かなり冷酷非道な方針をしているが、それは組織内でも徹底されている。作中でシモンズが強化型C-ウィルスで変異した際には、その異形を見た途端に彼を見捨てて新しい長を立て、引き上げている。

### ウィルス

#### 始祖ウィルス
アンブレラ創始者のオズウェル・E・スペンサーが貴族仲間のエドワード・アシュフォード、学友であり、自身と同じ科学者であるジェームス・マーカスらとアフリカの古代遺跡の深奥部に咲く「始祖花」から発見した架空のウィルス。
ウィルスと適合する遺伝子を持つ生物は、遺伝子構造を劇的に変化させ、優れた身体構造に作り替えるが、非常に毒性が強く、適合しない生物はたちまち死亡する。
名称としての登場は『0』からであり、後に開発されるt-ウィルスや、G-ウィルスなどの様々なウィルスの原型となる。
このウィルスの発見が、洋館事件やラクーンシティ事件等の数々のバイオハザードや、バイオテロを引き起こすきっかけとなり、それらと主人公達の戦いのきっかけともなった。
発見のきっかけは、海運貿易会社「トラヴィス商会（『5』に登場するトライセル社の前身）」のヘンリー・トラヴィスが残した見聞録「博物総覧」を読んだスペンサーが、アフリカの地下古代遺跡に咲く「始祖花」についての記述に目を留め、マーカスにそれを話したことであった。
『5』で確認できる文書によると、「始祖花」は現地では、『太陽の階段』と呼ばれており、食せば絶大な能力が獲得できると言われており、マーカスはこれを花に遺伝子の変化を引き起こす何らかの物質が含まれると仮説を立て、実際に現地に向かった。現地に住む先住民族ンディパヤ族の妨害に合うも、どうにか掻い潜って始祖花を発見した。その後、花を詳しく調べた所、未知の新種のウィルス（始祖ウィルス）が発見された。
発見当時の技術では変異性の高い始祖ウィルスそのものの培養は不可能であったため、当初は始祖花そのものを持ち帰り栽培を開始したが、花自体は適応力の高さもあって成長は早かったものの、あらゆる検証の結果現生地以外では始祖ウィルスが発生しないことが分かり、マーカスはスペンサーらと、「アンブレラ」を創立した後、弟子のブランドン・ベイリーを現地に向かわせて始祖花からウィルスを抽出させて、自分たちに送り届けさせる形でウィルス研究が開始された。
その後、アフリカにアンブレラ研究所の完成と始祖ウィルスの培養方法の確立に伴い、ウィルスの培養元はこの研究所に限定し、人事異動も最小限に抑えられ、アフリカ研究所から異動した研究員は監視が付けられる等、徹底した厳重な管理が為される事となった。そしてラクーンシティ事件の後は、アフリカ研究所を閉鎖する事で始祖ウィルスの在処は一部の限られた人間しか知り得ない存在となった。
劇中では、「Genesis Virus（創世記ウィルス）」と呼ばれている。

#### t-ウィルス（t-Virus）
『1』から登場する架空のウィルス。
アンブレラ創設者の1人、ジェームス・マーカスによって始祖ウィルスをヒルに投与して変異したウィルスを改良して人為的に開発された。
正式名称は『Tyrant Virus』。「Tyrant」は「暴君」を意味する。
『0』までのシリーズと、実写映画版での作品では「T-ウィルス」と表記がなされている。

##### 改良型T-ウイルス
『デスアイランド』に登場する架空のウィルスT-ウイルス。
既存のT-ウイルスをベースに、ディランの指示の下でテイラー博士によって開発された新型ウイルス。
このウイルスによって誕生するゾンビは、既存のT-ウイルスのゾンビ以上に敏捷性が高く、凶暴な存在になっている。
その一方で、元のT-ウイルスの特徴の一つだった経皮感染（感染者に噛まれる事で感染する）が無くなっている。
併せて開発されたモスキート・バイオドローンと組み合わせる事で、狙った対象のみを感染させる事ができ、発症（ゾンビ化）するタイミングも自由にコントロールする事ができる。

##### 試作型ウィルス
『アンブレラクロニクルズ』『5』などで明らかになった架空のウィルス。『試作型t-ウィルス』とも。
アルバート・ウェスカーが旧友のウィリアム・バーキン博士から受け取ったもので、液状化した状態での色は紫色。
これに感染した生物は、死亡時にウィルスによって細胞の再構築が行われ、バーキン博士の動物実験による検証の結果、70%の確率で死亡前よりも身体能力が発達した強化蘇生、20%の確率で強化等が起きない通常蘇生、残り10%で蘇生しないとの事。この強化蘇生はt-ウィルスにおける「V-ACT」効果と類似点があるが、関連性は不明。
『1』における"洋館事件"の際、自らの死を偽装するためにアルバートがこれを用い、強化蘇生に成功。以降は強靭な耐久力と筋力、高速移動能力を獲得した。『5』では試作型故に不安定なため、ウィルスとの共生バランスを保つために専用の安定剤「PG67 A/W」を定期的に適量投与する必要がある事が判明し、さらにこの試作型ウィルスはスペンサーによって秘密裏に行われていた「ウェスカー計画」の産物であり、バーキン博士がアルバートに手渡したのも友情以外の理由があった事も明らかになった。

#### G-ウィルス（G-Virus）
『2』『DC』『DG』に登場する架空のウィルス。『5』『6』では文書ファイル上で名前のみ登場するが、特に『6』におけるバイオハザードの元凶となる新型ウィルスの開発に用いられる型でも登場する。
t-Veronicaと並び、『始祖ウィルス』ベースの改良型ウィルスの中でも、上位に位置しており、t-ウィルス以上の脅威を有する。
また、t-ウィルスよりも上位に位置しているため、t-ウィルスの効果を一切無効化し、悪影響を全く受けない。
ウィリアム・バーキン博士が始祖ウィルスを改良した試作段階ウィルスの被験者（リサ・トレヴァー）の体内から発見し採取した未知のウィルスをベースにして研究や実験、改良を重ねた結果、誕生した。色は紫。リメイク版の『1』で確認できる観察記録書によると、始祖ウィルスの投与からG-ウィルス発見に至るまでには実に21年もの歳月が掛かっていたようであり、その間に熟成された所に、フランス研究所から取り寄せた寄生生物「ネメシス」のプロトタイプを取り込んだことで突然変異を起こした結果、G-ウィルスの誕生に至ったと記されている。
このウィルスは、他の始祖系ウィルスに比べて未知なる構想の上に成り立ち、兵器の概念からも逸脱した存在である。本来、一度生体内の遺伝子に変異を起こした生物は進化の袋小路に入ってしまい、それ以降ウィルスによる突然変異を起こすことはほとんど無いが、G-ウィルスが他の始祖系ウィルスと一線を画している理由はここにある。始祖系ウィルスに感染した生物（特にt-ウィルス系統の生物など）は変異を起こすが、それはウィルスの遺伝子により構造変化させた物であり、宿主生体内の遺伝子が突然変異を起こすのは希である。ウィルスの活性化によって生体内の遺伝子が再構築される場合もあるが、それには外的要因が必要であり、変異もある程度の予想の範疇にある。
このウィルスに感染した生命体は、外的要因を必要とせず自発的な突然変異を続けるため、死ぬまで予測不能な進化を繰り返すようになる。多大なダメージによる生命危機からの超回復の過程でも進化が起こる。それが短期間であった場合は、劇的な進化が断続的に起こる場合もある。繁殖能力も備えることによって、"胚"の植え付けによる繁殖本能にしたがって行動するようになり、知能も自我もほとんど失ってしまう。
死者をも蘇らせる効力を持つとされるが、『2』の劇中にて変異したウィリアムはまだ瀕死状態であり、完全に息絶えていたわけではなかったため、死者の蘇生の点については未知数である。
生物としては完全とは言い難いため、胚を植え付ける相手は、自分と遺伝情報が似通った者でなければ、不完全なG-生物が生まれるだけで、まともな繁殖すら儘ならない。そのため、感染者の血縁関係の濃い人間を標的に追い掛け回す傾向がある。胚を植え付けられた相手の遺伝子情報が植え付けた側と似通っていた場合、植え付けられた胚は宿主の体と融合し、完全なG-生物化することになる。G-生物となった人間はウィリアムを例に取ると、最初は人間の姿を保っているが、右肩に巨大な目玉が生成され、腕が肥大化する。進行すると頭部が別のものに置き換わり、脇腹の部分から新しい腕が生えるなど、人間の姿はほとんど失われる。そして、最終的には触手を持つ巨大な肉塊の生物になってしまった。胚を植え付けられた者の対処法は、G-ウィルス用ワクチン「DEVIL」を投与する以外に手立てはないが、それも胚が初期段階にある時のみに限られ、G-生物としての進化が始まった時点で投与してもウィルスの侵食はもはや止められない。投与しない場合、胚がその人の体に合わなければ、拒絶反応を起こして宿主の体を内部から破壊してしまう（宿主は死亡する）。この場合は不安定なG-生物が複製される。なお、「DEVIL」の色は『2』のムービーでは薄い緑色で表現されている。
『biohazard archives』によると「DEVIL」とは、G-ウィルス抗原体の事で、Gの持つ特性の裏を付いたものである。G-ウィルスに感染した生物は激しい拒絶反応を受けない限りは、長い時間を掛け、宿主と融合をしていく。これが完了すると、従来の細胞とG-ウィルスによって生み出された細胞とそっくり入れ換えられ、完全なG-生物に進化する。逆を言えば、融合過程において抗体を受け付けられる余裕がある事を示しており、加えて早期の段階であれば、対G用抗原体が感染者の体内で有効作用する事を示している。ただ、G-ウィルス全てを駆逐出来る訳ではなく、体内にはG抗体が形成され、一部のウィルスは形を変えて残る。G-ウィルス感染者の中でこの状態となっているのは、現在の所、シェリー・バーキンのみである。また、この状態になった感染者はウィルスの影響により、重傷を負っても瞬時に再生したり、肉体の老化の大幅な遅れや、停止などの特徴がある。
このワクチンの生成方法は特殊であり、活性処理機「VAM」と呼ばれる装置を用いる必要がある。この装置にワクチンベースを収納したカートリッジをセット、処理機を稼働させ、ワクチンベースが自動的にカートリッジにセットされた後に取り外す。これをP-4レベル実験室の生成機にセット。生成プログラムを起動させることで自動生成が始まり、10秒程度で処理が完了し、ワクチンが完成する。このワクチンは非常にデリケートで、微かな振動、衝撃、温度変化により変質してしまうため、取扱いには十分注意が必要となる。
アルバートは始祖ウィルスにt-ウィルス、G-ウィルス、t-Veronicaを融合させて強化しようとしたが、始祖ウィルス側の毒性が強すぎたため頓挫しており、ウロボロス・ウィルスの完成まではジルの持つ強力なt-ウィルス抗体の発見まで待たねばならなかった。
先述した通り、G-ウィルスに感染した生物は、非常にタフな肉体を有する上、死ぬまで予測不能の進化を遂げること、ワクチンが一定段階進化が進んでいると効果がないこともあり、制御が非常に困難であるとの結果が出ており、このウィルスによるB.O.W.研究はなされず、事実上の凍結状態となってしまっている。それでもこれらの性質故に悪用された場合の危険性も高く、BSAAの内部文書ではG-ウィルスを用いたバイオテロが確認された場合にはBSAA全支部の警戒レベルが「10」に引き上げられることや、支部を超えての作戦行動の必要がある旨が記されている。
なお、上記にもあるが、『6』ではカーラー・ラダメスによって新型ウィルス「C-ウィルス」開発に用いられており、このウィルスにより誕生したジュアヴォなどは、ダメージを受けた箇所が再生の過程で変異を起こしたりするなど、G-ウィルス感染者と似た特徴がある。

##### t+Gウィルス
『GS4』に登場。
文字通り、t-ウィルスとG-ウィルスを組み合わせて開発されたウィルス。色は淡い緑色。
このウィルスを投与された生物は適合すると、電気を発生させる作用を有するようになる。加えて生物をメス化させる作用もあり、作中のモーフィアス・D・デュバルは体型が女性のようになり、口調も女性的、足先もハイヒールを履いたかのような形に変化し、片腕が肥大化、鋭い爪を有するなどの姿に変化した。
多大なダメージを受けるとウィルスが暴走を起こし、肉体が異常に肥大化し、G第5形態のような肉塊の生物に変貌させる事も確認されている。

#### t-Veronicaウィルス
『CV』『DC』に登場する架空のウィルス。
アンブレラの研究員の1人、アレクシア・アシュフォードによって始祖ウィルスに女王アリと植物の遺伝子を融合させる事により、開発された。
『0』までの作品では「T-Veronica」と表記がなされている。

#### ウロボロスウィルス（Uroboros Virus）
『5』『RV2』に登場する架空のウィルス。
名前は「完全な世界」「死と再生」「不老不死」「無限」の意味を持つギリシャ語、尻尾を咥えた龍「ウロボロス」に由来する。『RV2』だと色は紫色。
ウロボロスウィルスは、『t』『G』『t-Veronica』それぞれのウィルス、そしてプラーガを手中に収めたアルバート・ウェスカーが、それらの持つ共通項である感染者の自我崩壊、知能欠如、身体的異変という欠点を克服し強制的な進化を起こさせるべく、始祖ウィルスをベースとしてその始祖ウィルスの源泉である植物「始祖花」から生成させた完全な新種のウィルスである。
このウィルスは人間の遺伝子に作用し、適合すれば投与された者の精神や外観を損ねる事無く知性的、肉体的な超強化を及ぼすが非常に毒性が強く、初期の頃は被験者をたちどころに死亡させてしまい効果の程を確認する事すら困難を極めていた。しかし偶然にもアルバートが捕獲したジル・バレンタインをウィルス実験にしようとした所、彼女の体内に存在していたt-ウィルス抗体がウィルスの毒性を弱める効果がある事を発見、これを応用し、そこからさらに研究が重ねられて遂に実用可能となる。
前述の通り、適合者に対しては劇的な進化をもたらすが、不適合であった場合は直ちに暴走を起こして感染者の肉体を支配、体中から無数の黒い触手状の嚢胞を生やした不定形のクリーチャーへと変質させてしまう。これは本来アルバートの求める結果とは異なるものであるが、進化に適しない人類の抹殺を考えていた彼の目的と一致するため、この欠点は無視される形となった。
さらに、感染力、汚染力共に非常に強力で、適合出来なかった感染者はありとあらゆる有機物を吸収して増殖し続けていくため、新たな増殖の源を求めて非感染者に容赦なく襲い掛かるので、一度感染者が外に出てしまうと、その場を汚染するだけに留まらず、生物から生物に感染して最終的には世界中に拡がりかねない程の危険な存在となる。
死体にこのウィルスが入り込むか、投与した場合、直ちにウィルスが死体の運動を司るようになり、再び活動を開始するようになる。t-ウィルス、C-ウィルスのゾンビや、t-phobosによって生み出されるアフリクテッドはあくまで生きた人間の体が壊死していきゾンビと化したり、自我と理性を破壊して怪物化するものであったが、こちらは死体が甦るという意味での文字通りのゾンビを生み出す結果となっている。この特性を利用して、レヴェナントを始めとする、人間の死体を金属等の無機物と一緒につなぎ合わせたB.O.W.が多数製造されている。
『5』では、投与された人間は全てウィルスと適合できず、怪物化してしまっており、現時点でこれに完全適合出来たのはアルバートのみとなっている。『RV2』でも完全適合には至らなかったものの、『5』のウロボロス・ムコノ以上に適合条件に近い者もいたため、ウィルス嚢胞に飲み込まれたクリーチャーは登場していない。
また、ウロボロス・ムコノのように、ウィルスと適合し切れなかった個体でも適性がある程度高い場合、より手強い個体に変異するケースもある。さらに、ウロボロス・アヘリのように、人間の死体などの多量の有機物を摂取した個体は並外れて巨大な個体に変化する他、ニール・フィッシャーやアレックス・ウェスカーのように、適合者の遺伝子に限りなく近い遺伝子を有していた場合、ウィルスの増殖と暴走をある程度抑え込む力があり、それによって異形ながらも人の形を留められており、自我が残っていてなおかつ、さらに強力な個体に変異したケースもある。
また、リーパーのように黒い嚢胞を一切出さないで耐久性、戦闘能力を増大させて変異したケースも存在する。

#### t-Abyssウィルス
『RV』に登場する架空のウィルス。色は赤色。
深海魚から発見されたジ・アビス（The Abyss）と呼ばれるウィルスの遺伝子を、t-ウィルスと融合させることで開発された。「t-アビス」とも表記されることがある。
FBC長官モルガン・ランズディールの主導により開発された、t-ウィルスの改良型に位置付けられるウィルスである。ジ・アビスの遺伝子により、t-ウィルスでも不十分であった水溶性の効果や異種間感染の範囲が増大された事で、海水にウィルスを流して汚染する用法や海洋生物ベースのB.O.W.制作が更に容易なものとなった。そのため従来のウィルス兵器とは異なる「海洋性ウィルス」のジャンルで扱われる。
当初のt-ウィルスとジ・アビスを直接組み合わせた試作型は効力が強過ぎて、被験体の身体組織が急激な変異に耐えられず液状に崩壊してしまう程であったが、これを敢えて抑え込ませ、定着を図る事でウィルスは安定化し「t-Abyss」の基本形が完成。モルガンはそのウィルスをテロ組織ヴェルトロに渡し「テラグリジア・パニック」を引き起こさせ、その一方でヴェルトロに提供した豪華客船クイーン・ゼノビア内の極秘裏に建造された研究施設で、テロ活動との同時進行でウィルスの研究を続行していた。最終的に隠蔽工作も兼ねてゼノビアとその姉妹船セミラミス/ディードに意図的にt-Abyssをばら蒔き、バイオハザードを発生させ、沈没したディード以外の二隻を海上で隔離された実験場とする事により、感染体のサンプルを大量に確保。本来ならば長期間の小規模な実験から抗体を見出し、兵器として必須となるウィルスとは対を成すワクチンを生成しなければならなかったが、この一連の行動によりワクチンの完成は劇的に早まり、t-Abyssは確固たるウィルス兵器となった。
感染者の細胞膜と融合すると、変異のため過剰に水分を吸収させた後に浸透圧で異常に膨れ上がらせ、やがて周囲の細胞膜と溶けるように融合を続ける。このプロセスを全身で繰り返す事で感染者を変貌させてゆく。
ウィルス自体の感染力は非常に強力で、例としてはレイチェル・フォリーはこのウィルスに人間が感染して生まれたウーズに襲われて殺された後、短期間で変異を起こし、彼女自身もウーズと化してしまっている。中には、ウィルスに耐性のある人間も存在するが、侵食を遅らせるというだけで、感染を防ぎ止められる訳ではないため、感染者はウィルスに侵されていく事を自覚しながら、自我を失い、ウーズとはまた別の化け物に変異を遂げた個体も存在する。
汚染力に到っては、海にバラ撒けばその範囲を汚染しただけに留まらず、海洋生物やバクテリアを通じてウィルスは爆発的に増殖を続け、最終的には地球上の海全域が汚染される計算が出た程の極めて凄まじいものである。故にワクチンの開発は必須であり、かつ迅速に行わなければ制御不可能な状態にもなりかねないレベルであったと言える。
また、ジャック・ノーマンのように、感染という形ではなく、身体への直接投与や、経口摂取等を長期間行うと、ウーズやレイチェルとは全く異なった変異を引き起こす事も確認されており、その変異を起こしたノーマンは、理性こそは失われていたが、とある人物に対する憎悪から辛うじて自我を保った状態にあった。

#### C-ウィルス（C-Virus）
『6』『MD』に登場する架空のウィルス。
ディレック・C・シモンズに新型ウィルス兵器開発を指示された科学者のカーラ・ラダメスにより2001年頃から研究、開発され、物語本編の半年前の2012年12月頃にイドニア共和国でその存在が確認された新種のウィルス。色は淡い緑色。
始祖ウィルスから抽出した「DNAを変異させる特性」にt-Veronicaを組み合わせた「t-02」に、シェリー・バーキンから採取したG-ウィルスを融合させた事により誕生した。これに関しては、BSAAの研究員がこのウィルスに関するメモを残しており、上記の通りt-VeronicaとG-ウィルスを合わせた上で進化させたのがこのウィルスであると推測していた事、これほどのウィルスの開発は並大抵の頭脳では開発できないと舌を巻いていた事がうかがえる。
上記の開発経緯により、t-VeronicaとG-ウィルスの特徴を合わせ持った形となり、感染者の知能を保ちつつの肉体の変異を可能としている。また、変異の過程でサナギ化し一旦活動を停止するが、その中では更に激しい変異が繰り返されており、その後"完全変異種"と呼ばれる姿となり、サナギを破り出てくる。この完全変異種はいくつかの個体が確認されている。また生命活動が停止した際は体が燃え上がり灰化する。
感染対象が人間の場合、感染の仕方によって変異が異なっており、空気感染の場合はゾンビになり、投与される形での感染の場合はジュアヴォとなる。また、このウィルスで生み出されたゾンビは、t-ウィルスと違い、筋肉組織の劣化や、知能の喪失は少なくなっているため、手に持っている武器や道具で攻撃を加えたり、走ったり、飛び掛かる等、t-ウィルスのゾンビには見られなかった動きを見せている。また、投与による感染でも個人差があるようで、デボラ・ハーパーや、フィン・マコーレの様に感染しても、ジュアヴォにはならずに直接的にサナギ化し、完全変異種にへと変異するものもいれば、ビンディ・ベルガーラのように投与しても、自我を喪失せずにジュアヴォに近いB.O.W.へと変異するものも存在する。また、ナナン・ヨシハラのように死亡後に投与しても変異を起こさせ、蘇生させる事もある。希にジェイク・ミューラーのように投与感染しても、全く変異を起こさせないほどの強力な抗体を有している例も存在する。ジェイクのこの稀有な体質が後にC-ウィルスのワクチンの開発に大きく貢献していく事となる一方で、逆により強力な作用を有した強化型C-ウィルス開発にも繋がっている。
また、ゾンビ化の要因はt-ウィルスで変異したゾンビのように、噛まれるなどによる接触感染は起こらず、青いガスによる空気感染のみである模様。実際、作中でゾンビを用いたバイオテロを引き起こす際、ウィルスの流出ではなく、青いガスを内包したB.O.W.やミサイルを用いており、リッキー・トザワは感染者に噛まれても、ゾンビ化することなく事なきを得ている。
更にウィルスとの適合性が高い人間に投与した場合、ジュアヴォとは異なる変異を引き起こす事もある。作中では、ウスタナクがこれに該当する。
また作中の文書ファイルによると、このウィルスはディレック・C・シモンズによって、エイダ・ウォンに瓜二つの人物を造り出すために、彼独自の研究が重ねられており、その過程で、生物（トカゲ、ハエ等）の遺伝子を組み込んだC-ウィルスを人間に投与するとその人間がサナギ化した際、組み込まれた遺伝子の生物の特徴を色濃く受け継いだ個体の完全変異種に変異して誕生することが発見され、この特性を応用することを思い付いたシモンズによって研究が進められて行き、最終的には当初の目的であった「エイダ創造」の他、一つのC-ウィルスから様々な完全変異種が誕生させられるほど、ウィルス兵器としての実用性を高める結果となっている。ただしシモンズはあくまでもエイダを造り出すことが目的であったため、後者は副産物に過ぎないとされている。
C-ウィルスのCの語源は「Chrysalid」（サナギ）。

##### 強化型C-ウィルス
『6』本編終盤にて登場。色は赤色。
C-ウィルスにジェイク・ミューラーの血を混合させ、強化させたもの。作中の文書ファイルでは、「強化C-ウィルス」と表記されている。
こちらは通常のC-ウィルスと違い、サナギ化の過程を経ることなく肉体を変異させる作用を有し、さらに驚異的な不死性を備え、なおかつ知能の低下が見られないなどの特徴が存在する。また、強靭な精神力があればウィルスを制御することも可能で、投与された個体によって変異した後の姿は異なる。事実、投与されたシモンズはレオンたちへの復讐に燃え上がり、獣や爬虫類を模した姿などに何度も変異を繰り返しながら復活し、自我や知能の喪失が見受けられず、カーラは不定形の泥のような姿に変異、エイダに成り代わろうとする意思と、シモンズに対する激しい憎悪によって辛うじて自我を保った状態となっており、ピアーズ・ニヴァンスは右腕が電撃を放つ異形の腕に変異、窮地に立たされたクリス・レッドフィールドを助け出すという強い使命感を持っていたため、肉体が侵食されながらも最期まで理性を保っていた。なお、強化型C-ウィルスは生成方法自体が難しい上、それを知るのはカーラのみであり、その彼女もこのウィルスで変異を遂げた後に本物のエイダに打倒されて死亡したため、今後世にこのウィルスが出回る可能性は非常に低いとされている。

#### t-Phobosウィルス
『RV2』に登場する架空のウィルス。
投与された者の「精神的な強い負荷」つまりは恐怖で発症するウィルス。収容所でこのウィルスを投与された実験体達にはこのウィルスの発症状況を把握する腕輪が付けられており、平常状態ならば緑、緊張状態では黄色、恐怖の頂点かつ発症状態では赤色に腕輪が変色する。これは、恐怖を覚えた際に分泌されるノルアドレナリンや、アドレナリン等にウィルスが反応して活性化して起こるためである。
アレックス・ウェスカーが自身の人格を他人に移して生まれ変わる転生の儀に相応しい恐怖心を克服できる強い精神力を持ち合わせる素体を選別するふるいとして利用するために、このウィルスを発見した人物に研究主任を一任して開発を進めて完成された。
頭文字にtがつくが、t-ウィルスを改良したものかは、わかっておらず、どのような経緯での開発法かも詳しくは明らかになっていない。
このウィルスが発症してしまうと、たちまち脳を破壊され、アフリクテッドと呼ばれるt-ウィルス、C-ウィルス由来のゾンビに似たクリーチャーになる。自我と理性が失われているが、筋組織はほとんど劣化せずに維持されているため、走ったり、ジャンプしたりすることが可能。また、手にしている物を使って攻撃を仕掛けられるなど、ゾンビとは異なる存在を生み出す。さらに、t-ウィルスと同じく一度死を迎えた生物を蘇生させる効力も存在しているが、それはゾンビとしての復活になり、アレックス・ウェスカーがこれに該当する。また、筋組織を維持するだけでなく、強化をもたらす効果もあるようであり、作中では、アレックスが自身より体格が大きいバリー・バートンを易々と吹き飛ばしたりする程の怪力を発揮している。
更にウィルスの活動の影響で、新陳代謝が進み、人間の物とは全く別の組織に変化していくと同時に、徐々に新たな細胞が作られなくなり、皮膚の腐敗だけが進行し、屍のような姿に変化させる。このような状態になったアフリクテッドはロトンと呼ばれる。

#### A-ウィルス（Animality-Virus）
『VD』に登場する架空のウィルス。
グレン・アリアスによってロス・イルミナドス教団残党の協力を経て開発されたウイルス。プラーガに似た遺伝子構造を持ち、t-ウィルスや、C-ウィルスとは違い、感染者（ゾンビ）は敵味方の区別ができる他、ラジコンを操作したり、表情を変化させるなど若干知能も残されている。「Animality」とは「獣性・動物性」という意味。他のウィルス等とは違い肉体的な損傷や、急激な変異も少なく、さらに完全発症した後でもワクチンを投与すれば治療する事が出来る。
このウィルスには大きく分けて3つのタイプがあり、感染させる「潜伏ウィルス」、発症を引き起こす「トリガーウィルス」、発症者を選別させるために用いられる「治療用の不活性型ウィルス」でこちらはいわゆるワクチンに相当するタイプとなる。このうち、治療用のウィルスを除き、潜伏ウィルスとトリガーウィルスを用いることで感染者を発症させる形となるため、それぞれ単体のタイプだけのウィルスでは、毒性が非常に弱く、基本的にはいずれのタイプのウィルスだけに感染しただけではまだ不完全な状態であるために発症しないが、希に条件が揃うと、潜伏ウィルス単体であっても発症し、ゾンビ化させる。作中では、飲み水等の飲料水に、潜伏ウィルスを混入させて感染させ、トリガーウィルスを外気中に散布させて空気感染させることで人間をゾンビに変化させている。この3つのタイプのウィルスを組み合わせることによって他のウィルスと異なり、敵味方の区別を着けさせるだけでなく、特定の人間にだけ発症させないようにすることも出来、ほぼ完璧な生物兵器の運用が可能になる。

##### 強化型A-ウィルス
こちらも、『VD』に登場する架空のウィルス。
グレン・アリアスがA-ウィルスにレベッカ・チェンバースの研究データと試作ワクチンを投与したレベッカの血液を元に強化したA-ウィルス。毒性が通常のトリガーウィルスより強くなったため、空気感染をさせることができなくなっており、代わりに注射による投与での形で感染させるのが主となる。アリアス曰く、投与から30分で発症するとのことであり、レベッカに投与され、徐々にウィルスに侵食されつつ、衰弱させたが発症までのタイムリミットの直前にクリスの手によってアリアスが隠し持っていたワクチンを投与（吸引）したことでレベッカが完治したため、どのような効果かは不明。

### 菌類・寄生生物

#### プラーガ
『4』『RE:4』『5』等に登場する架空の寄生生物。
人間だけでなく様々な動物に寄生可能。宿主の体内に注射器で植え付けられた卵から孵化する、もしくは胞子状になり休眠状態になった幼体が宿主の体内に侵入し活動を再開すると、宿主の中枢神経に触手を伸ばして同化し、精神を支配すると同時に、宿主に超人的な力を与える。
支配種と従属種が存在し、両者の関係は女王蜂と働き蜂に似ており、従属種に寄生された存在であり、自我を喪失している。支配種は宿主の自我を奪わない上、従属種を操る能力を自由に扱える。

#### 特異菌
『VILLAGE』に登場する架空の真菌。
後述のE型特異菌の原種にあたる。

##### E型特異菌
『7』に登場する架空の真菌。
E型特異菌エヴリンを開発した組織によって発見されたカビに酷似した新種の真菌。
見た目は粘性を持ったドス黒いカビでエヴリンによって自在に操られる。感染者の体組織を養分として徐々に細胞を特異菌のものへと置換していき、脳幹へ達すると完全にエヴリンの支配下に置かれ最後には完全に自我も喪失してしまう。
感染初期からエヴリンの幻覚や幻聴を発症し、またその影響で性格や言動が徐々に豹変していくが、感染前の知能は、ほぼ完全維持される為、一見未感染の時となんら変わりない日常生活や行動をとる事ができるが、通常の人間には考えられない物を平然と食したり、衛生観念の欠如など、通常の人間と比べると明らかに異常と解る部分も見受けられる。
菌による新陳代謝によって身体能力の向上や切断された四肢でさえ自然接合するほどの再生力を得るが、特異菌の感染が全身に及ぶと人の姿を逸脱した姿へと変異してしまう。

### コンディション
プレイヤーの現在の体力や状態を表す。心電図のような形式で表示され（『4』以降のシリーズでは廃止されていたが、『7』から復活している。）、以下のパターンがある。『アウトブレイク』ではこれに加え、ウィルス感染度を示すウィルスゲージが表示される。詳しくは、バイオハザード アウトブレイクを参照。
Fine
体力が100 - 75%の状態。心電図の色は緑。行動する上で特に問題の無いレベル。
Caution（黄）
体力が74 - 50%の状態。心電図の色は黄色。行動に支障は出ないが、状況によっては回復を必要とするレベル。
Caution（オレンジ）
体力が49 - 25%の状態。心電図の色はオレンジ。回復が必要なレベル。プレイヤーがこの状態だと、敵によっては即死攻撃を行う。
Danger
体力が24 - 1%の状態。心電図の色は赤。歩行速度が極端に遅くなり、早急の回復を必要とするレベル。
Poison
毒を受けている状態。心電図の色は紫。この状態になると体力が徐々に減っていく。ブルーハーブか解毒剤による解毒を必要とする。作品によっては解毒に血清を必要とする特殊な毒も存在する。
Bleed
出血している状態。心電図の色は体力に準ずる。Danger状態と同様移動が極端に遅くなり、歩くたびに体力が減っていく。一定時間経過するか、止血剤を使えば治る。

### THE MERCENARIES
『3』『4』『5』『6』『VILLAGE』に登場するミニゲーム。

### ナイフクリア
シリーズ共通のやりこみ要素の一つとして、ナイフ以外の武器を使わずにクリアするナイフクリアが挙げられる。このナイフクリアは元々、開発陣の意図していないやりこみ要素の為、後述のHDリマスター版『1』でトロフィーが取れる以外、クリア特典などは特に設けられていない。
この方法を使うと敵撃破の難易度が上がるので、戦闘回避や、倒さねばならないボスをナイフだけで倒せるテクニックが必要になるが、初代の時点で「倒さねばならない敵をナイフだけで全滅させる」ことは不可能であるため、実際は一部だけナイフ以外の攻撃を解禁して行う。
『バイオハザード HD リマスター』のトロフィー「ナイフで十分」では「モンスタープラントへの除草剤」、「ネプチューンへの通電」、「プラント42へのV-JOLT」、「スーパータイラントへのロケットランチャー」の場合と操作キャラ以外からの銃撃に限り、ナイフ以外で攻撃が認められている。

## 沿革
- 1996年
  - 春 『バイオハザード』（PS）発売
  - 秋 『バイオハザード』（SS）発表
- 1997年
  - 夏 『バイオハザード』（PC・SS）発売
  - 夏 『バイオハザード2』（PS・SS）「2機種同時発売」と発表
- 1998年
  - 春 『バイオハザード2』（PS）発表
  - 夏 『バイオハザード2』（SS）開発中止・DCへ移行
  - 秋 『バイオハザード コードベロニカ』（DC）「DCのみへの供給」と発表
- 1999年
  - 春 『バイオハザード0』（N64）発表
  - 春 『バイオハザード3』（PS）発表・発売
  - 冬 『バイオハザード2』（DC）発売
- 2000年
  - 春 『バイオハザード2』（N64）発売
  - 春 『バイオハザード コードベロニカ』（DC）発売
  - 秋 『バイオハザード3』（DC）発売
  - 秋 『バイオハザード4』（PS2）発表
- 2001年
  - 春 『バイオハザード0』（N64）開発中止・GCへ移行
  - 春 『バイオハザード コードベロニカ 完全版』（PS2・DC）発表・発売
  - 秋 『バイオハザード』（GC）発表・「以後同シリーズはGCのみへ供給」と発表
  - 秋 『バイオハザード4』（PS2）開発中止・GCへ移行
- 2002年
  - 春 『バイオハザード』（GC）発売
  - 秋 『バイオハザード0』（GC）発売
- 2003年
  - 『バイオハザード2』（GC）1月23日発売
  - 『バイオハザード3 LAST ESCAPE』（GC）1月23日発売
  - 『バイオハザード CODE:Veronica 完全版』（GC）8月7日発売
- 2004年
  - 秋 『バイオハザード4』（PS2）発表
- 2005年
  - 春 『バイオハザード4』（GC）発売
  - 夏 『バイオハザード5』（PS3・Xbox 360）発表
  - 冬 『バイオハザード4』（PS2）発売
- 2006年
  - 春 『バイオハザード アンブレラ・クロニクルズ』（Wii）発表・ただしこの時点ではタイトルは未発表
- 2007年
  - 春 『バイオハザード4 Wiiエディション』（Wii）発表・発売
  - 夏 『バイオハザード4』（PC）発表・発売
  - 秋 『バイオハザード アンブレラ・クロニクルズ』（Wii）発売
- 2008年
  - 春 『バイオハザード0』（Wii）発表
  - 夏 『バイオハザード0』（Wii）発売
  - 秋 『バイオハザード』（Wii）発表
  - 冬 『バイオハザード』（Wii）発売
- 2009年
  - 春 『バイオハザード5』（PS3・Xbox 360）発売
  - 春 『バイオハザード ダークサイド・クロニクルズ』（Wii）発表
  - 夏 『バイオハザード ポータブル（仮称）』（PSP）発表・その後打ち切り
- 2010年
  - 早春 『バイオハザード ダークサイド・クロニクルズ』（Wii）発売
- 2011年
  - 夏 『バイオハザード ザ・マーセナリーズ』 3D（3DS）発売
  - 秋 『バイオハザード リバイバルセレクション』（PS3・Xbox 360）発売
- 2012年
  - 春 『バイオハザード オペレーション・ラクーンシティ』（PS3・Xbox 360・PC）発売
  - 春 『バイオハザードリベレーションズ』（3DS）発売
  - 秋 『バイオハザード6』（PS3・Xbox 360）発売
- 2013年
  - 春 『バイオハザード6』（PC）発売
  - 夏 『バイオハザードリベレーションズ アンベールド エディション』（PS3・Xbox 360・Wii U・PC）発売
- 2014年
  - 秋 『バイオハザード HD リマスター』（PS3・Xbox 360）発売
- 2015年
  - 春 『バイオハザード HD リマスター』（PS4・Xbox One・PC）発売
  - 春 『バイオハザード リベレーションズ2』（PS3・PS4・Xbox 360・Xbox One・PC）発売
  - 秋 『バイオハザード リベレーションズ2』（PS Vita・Steam）発売
- 2016年
  - 春 『バイオハザード0 HD リマスター』（PS3・PS4・Xbox 360・Xbox One・PC）発売
  - 春 『バイオハザード オリジンズコレクション』（PS4・Xbox One）発売
  - 春 『バイオハザード6』（PS4・Xbox One）発売
  - 夏 『バイオハザード アンブレラコア』（PS4・PC）発売
  - 夏 『バイオハザード5』（PS4・Xbox One）発売
  - 夏 『バイオハザード4』（PS4・Xbox One）発売
- 2017年
  - 春 『バイオハザード7 レジデント イービル』（PS4・Xbox One・PC・PS VR）発売
  - 夏 『バイオハザード リベレーションズ アンベールド エディション』（PS4・Xbox One）発売
  - 秋 『バイオハザード リベレーションズ アンベールド エディション』（Switch）発売
  - 秋 『バイオハザード リベレーションズ2』（Switch）発売
  - 冬 『バイオハザード7 レジデント イービル ゴールド エディション』（PS4・Xbox One・PC）発売
- 2018年
  - 春 『バイオハザード7 レジデント イービル』（Switch）発売
- 2019年
  - 春 『バイオハザード RE:2』（PS4・Xbox One・PC）発売
- 2020年
  - 春 『バイオハザード RE:3』（PS4・Xbox One・PC）発売
- 2021年
  - 春 『バイオハザード ヴィレッジ』（PS4・PS5・Xbox One・Xbox series X|S・PC）発売
- 2023年
  - 春 『バイオハザード RE:4』（PS4・PS5・Xbox One・Xbox series X|S・PC）発売

## 翻案作品

### ドラマCD
| タイトル                                                       | 発売元                            | 発売日         |
| -------------------------------------------------------------- | --------------------------------- | -------------- |
| バイオハザード ドラマアルバム 〜マコバヴィレッジの惨劇〜       | ソニーレコード                    | 1997年12月31日 |
| バイオハザード ドラマアルバム 〜運命のラクーンシティー〜 VOL.1 | ソニーレコード                    | 1998年2月21日  |
| バイオハザード ドラマアルバム 〜運命のラクーンシティー〜 VOL.2 | ソニーレコード                    | 1998年3月21日  |
| バイオハザード ドラマアルバム 〜運命のラクーンシティー〜 VOL.3 | ソニーレコード                    | 1998年4月22日  |
| バイオハザード2 ドラマアルバム 〜小さな逃亡者シェリー〜        | カプコン 「セルピュータ」レーベル | 1999年3月20日  |
| バイオハザード2 ドラマアルバム 〜生きていた女スパイ・エイダ〜  | カプコン 「セルピュータ」レーベル | 1999年4月21日  |

### CGアニメ作品
| タイトル                                  | 公開日         | BD/DVD発売元                                        | 備考 |
| ----------------------------------------- | -------------- | --------------------------------------------------- | --- |
| Biohazard 4D-Executer                     | 2000年10月27日 | 未発売 東京国際ファンタスティック映画祭2000にて上映 | |
| バイオハザード ディジェネレーション       | 2008年10月18日 | ソニー・ピクチャーズ エンタテインメント             | |
| バイオハザード ダムネーション             | 2012年10月27日 | ソニー・ピクチャーズ エンタテインメント             | リッカーは従来の個体より巨大化した個体が登場。後述のプラーガによって制御され、政府軍やタイラントを攻撃する。 |
| バイオハザード: ヴェンデッタ              | 2017年5月27日  | ソニー・ピクチャーズ エンタテインメント             | |
| バイオハザード: インフィニット ダークネス | 2021年7月8日   | ソニー・ピクチャーズ エンタテインメント             | |
| バイオハザード: デスアイランド            | 2023年7月7日   | ソニー・ピクチャーズ エンタテインメント             | |

### 実写映画
いずれもアメリカ映画で、旧作は続編もののシリーズ作品。
旧シリーズ
ゲーム版を原作としているが、『II』に登場するジル・バレンタインをはじめとする主要人物たちの名前が共通しているだけであり、ゲーム版とはストーリーや世界観などを共有していない。いわゆるパラレルワールドに相当する。
『I』の序盤および『II』の序盤辺りはゲーム版と同じく、B.O.W.やウィルス兵器の存在は隠蔽されているため、現実世界に近い展開を見せているが、『I』や『II』の中盤以降はT-ウィルスが研究所から漏れ出て発生したバイオハザードがきっかけでT-ウィルスが世界中に拡散し、それによって地球環境が破壊された結果、人類のほとんどはアンデッド（ゲーム版のゾンビに相当する）と化し、文明社会が崩壊するという映画独自の世界観設定となっており、それでもなおウィルス兵器の研究を続けるアンブレラ社と、それによる脅威から必死に生き延びる主人公たちが闘いを繰り広げるという展開になる。
ゲーム版ではT-ウィルスだけにとどまらず、さまざまなウィルスによってバイオハザードが引き起こされているのに対し、こちらでは基本的に一貫してT-ウィルス、もしくはそれの変異体によってバイオハザードが引き起こされている。
リッカーはゲーム版とは設定が異なり、アンブレラ社によってt-ウィルスを体組織へ直接注入された人間が変貌したB.O.W.として登場する。
『バイオハザード』
実質的なボスクリーチャー。カプセルでの封印が解かれて登場した当初の個体はゲーム版と同じ姿であるが、新鮮なDNAを摂取することで急速に変異する。劇中では変異に伴い、骨格が四足獣に近い形状に変形し、体躯も巨大化した。アリス・アバーナシーと死闘を繰り広げた末、ハイブからの脱出列車とレールの摩擦熱によって焼き殺された。
『バイオハザードII アポカリプス』
ジル・バレンタインが同僚や避難民を連れて逃げ込んだ教会で、数体が一度に登場する。ジル達の攻撃をものともせず窮地へ追い込むが、駆け付けたアリスの攻撃によって一掃された。本作ではゲーム版と同様の姿のまま、変異することはなかった。
『バイオハザードV リトリビューション』
生物兵器のシミュレーション施設「アンブレラ・プライム」にて、限界まで変異を遂げた個体「巨大リッカー（Uber Licker）」が登場。『I』の個体以上に体躯も巨大化している他、舌が文字通りの二枚舌となっている。また、獲物を繭に閉じ込める習性も見せるようになった。

監督（作品によっては脚本・製作のみ）：ポール・W・S・アンダーソンによるシリーズ。
| タイトル                           | 日本公開日     | BD/DVD日本発売元                                                             |
| ---------------------------------- | -------------- | ---------------------------------------------------------------------------- |
| バイオハザード                     | 2002年8月31日  | アミューズソフトエンタテインメント / ソニー・ピクチャーズ エンタテインメント |
| バイオハザードII アポカリプス      | 2004年9月11日  | ソニー・ピクチャーズ エンタテインメント                                      |
| バイオハザードIII                  | 2007年11月3日  | ソニー・ピクチャーズ エンタテインメント                                      |
| バイオハザードIV アフターライフ    | 2010年9月10日  | ソニー・ピクチャーズ エンタテインメント                                      |
| バイオハザードV リトリビューション | 2012年9月14日  | ソニー・ピクチャーズ エンタテインメント                                      |
| バイオハザード: ザ・ファイナル     | 2016年12月23日 | ソニー・ピクチャーズ エンタテインメント                                      |
新作
ゲーム版とは直にストーリーや世界観などを共有していないのは同様であるが、旧シリーズに比べて、ゲーム版に近い世界観や雰囲気の再現へ重点を置いた内容のリブート作品となる。ゲーム版『バイオハザード（リメイク版）』と『バイオハザード RE:2』に基づき、1998年のラクーンシティを舞台としている。
監督：ヨハネス・ロバーツによる新作。旧シリーズとは無関係のリブート作品である。
| タイトル                                         | 日本公開日    |
| ------------------------------------------------ | ------------- |
| バイオハザード: ウェルカム・トゥ・ラクーンシティ | 2022年1月28日 |

### 実写テレビドラマシリーズ
Netflixオリジナルとして、各60分の全8話構成の実写テレビドラマシリーズが決定している。製作は実写映画版を手がけたコンスタンティン・フィルムが引き続き担当するが、原作や過去の派生作品群とは異なる世界観や登場人物のもと、2つの時間軸で物語が描かれる。

### 漫画
バイオハザード〜マルハワデザイア〜 全5巻
- 著者：芹沢直樹
- 秋田書店『週刊少年チャンピオン』掲載 - 2012年13号（2月23日発売）〜2013年33号（7月18日発売）

バイオハザード〜ヘヴンリーアイランド〜 全5巻
- 著者：芹沢直樹
- 秋田書店『週刊少年チャンピオン』掲載 - 2015年7号（1月15日発売）〜 2017年10号（2月2日発売）

### 小説
| 書籍名                                          | 著者（翻訳者）                                   | 出版社（レーベル）            | 発売日         | ISBN                           |
| ----------------------------------------------- | ------------------------------------------------ | ----------------------------- | -------------- | ------------------------------ |
| BIO HAZARD THE BEGINNING                        | 有賀博之                                         | カプコン                      | 1997年7月25日  | SS版『バイオハザード』初回特典 |
| バイオハザード 北海の妖獣                       | 朝倉究                                           | 集英社 （JUMP j-BOOKS）       | 1998年1月29日  | 978-4-08-703067-9              |
| BIOHAZARD to the Liberty                        | 木村睡蓮                                         | メディアワークス （電撃文庫） | 2002年3月25日  | 978-4-8402-2093-4              |
| BIOHAZARD ローズ・ブランク                      | 愛沢匡                                           | メディアワークス （電撃文庫） | 2002年3月25日  | 978-4-8402-2080-4              |
| バイオハザード1 アンブレラの陰謀                | S・D・ペリー （風間賢二 1〜3） （野下祥子 4〜6） | 中央公論新社 （C★NOVELS）     | 2004年7月25日  | 978-4-1250-0862-2              |
| バイオハザード2 悪夢の洞窟                      | S・D・ペリー （風間賢二 1〜3） （野下祥子 4〜6） | 中央公論新社 （C★NOVELS）     | 2004年9月25日  | 978-4-1250-0873-8              |
| バイオハザード3 死者の街                        | S・D・ペリー （風間賢二 1〜3） （野下祥子 4〜6） | 中央公論新社 （C★NOVELS）     | 2005年1月25日  | 978-4-1250-0885-1              |
| バイオハザード4 地下世界                        | S・D・ペリー （風間賢二 1〜3） （野下祥子 4〜6） | 中央公論新社 （C★NOVELS）     | 2005年5月25日  | 978-4-1250-0898-1              |
| バイオハザード5 追跡者ネメシス                  | S・D・ペリー （風間賢二 1〜3） （野下祥子 4〜6） | 中央公論新社 （C★NOVELS）     | 2005年9月25日  | 978-4-1250-0917-9              |
| バイオハザード6 CODE:Veronica                   | S・D・ペリー （風間賢二 1〜3） （野下祥子 4〜6） | 中央公論新社 （C★NOVELS）     | 2006年1月25日  | 978-4-1250-0927-8              |
| バイオハザード                                  | 牧野修                                           | 角川書店 （角川ホラー文庫）   | 2002年7月24日  | 978-4-04-352204-0              |
| バイオハザードII アポカリプス                   | キース・R. A.デカンディード （富永和子）         | 角川書店 （角川ホラー文庫）   | 2004年8月25日  | 978-4-04-294301-3              |
| バイオハザードIII                               | キース・R. A.デカンディード （富永和子）         | 角川書店 （角川ホラー文庫）   | 2007年10月25日 | 978-4-04-294302-0              |
| バイオハザードアンブレラ・クロニクルズ (SIDE A) | 牧野修                                           | 角川書店 （角川ホラー文庫）   | 2007年12月22日 | 978-4-04-352211-8              |
| バイオハザードアンブレラ・クロニクルズ (SIDE B) | 牧野修                                           | 角川書店 （角川ホラー文庫）   | 2008年1月25日  | 978-4-04-352212-5              |
| バイオハザード ヴェンデッタ                     | 深見真                                           | 角川書店 （角川ホラー文庫）   | 2017年5月25日  | 978-4041056189                 |

### 舞台

#### BIOHAZARD THE STAGE
2015年10月22日から同年11月1日まで『BIOHAZARD THE STAGE』のタイトルで、EX THEATER ROPPONGIで上演された。脚本・演出はヨリコジュン、主演は矢崎広。
本作は『5』と『6』の間で、西暦2010年8月の話を描いたストーリーとなっている。2016年2月にはDVDが公式サイト限定で発売された。
キャスト（BIOHAZARD THE STAGE）
- タイラー・ハワード - 矢崎広
- ピアーズ・ニヴァンス - 栗山航
- クリス・レッドフィールド - 中村誠治郎
- レベッカ・チェンバース - 飛鳥凛
- メアリー・グレイ - 倉持明日香
- ソフィー・ホーム - Raychell
- オリヴィア・プライス - 紗綾
- マシュー・ラッセル - 大倉士門・植野堀誠（ダブルキャスト）
- バリントン・マイヤー - 丘山晴己
- ルーカス・バトラー - 木村敦
- リヤン・ハワード - 岸祐二
- ポッシュ・ブラウン - 梅垣義明（ワハハ本舗）
- エズラ・セネット - 千葉真一

#### ミュージカル バイオハザード
2016年9月30日から11月26日まで『ミュージカル バイオハザード 〜ヴォイス・オブ・ガイア〜』のタイトルで赤坂ACTシアターと梅田芸術劇場メインホールで上演。脚本・演出はG2、主演は柚希礼音。この作品を収録したDVD版が発売されている。
キャスト（ミュージカル バイオハザード）
- リサ・マーチン - 柚希礼音
- ベルナルド・チャベス - 横田栄司
- ダン・ギブソン - 渡辺大輔
- ロブロ - 平間壮一
- ロベルト・レコ - 海宝直人、村井成仁（ダブルキャスト）
- モーリス・グリーン - 吉野圭吾

スタッフ（ミュージカル バイオハザード）
- 原作：CAPCOM（ゲーム「BIOHAZARD」）
- 監修：小林裕幸（CAPCOM）
- 脚本・演出：G2

#### BIOHAZARD THE Experience
『BIOHAZARD THE Experience』（バイオハザード ジ エクスペリエンス）のタイトルで、2017年2月10日から26日にまで東京・Zeppブルーシアター六本木、3月4日から5日まで新神戸オリエンタル劇場で上演。主演は横浜流星、ヒロインは篠田麻里子が務める。気配・音・風などを本当に感じる体感型ステージになる。
キャスト（BIOHAZARD THE Experience）
- カラサワ - 横浜流星
- エビハラ - 篠田麻里子
- 青柳塁斗
- 木戸邑弥
- 今井れん
- Raychell
- IZAM
- 福本有希
- 志村玲於
- 紗綾
- 太田光る
- 大原海輝
- 石田ヨウスケ
- 池田努
- アマモト - 東幹久

スタッフ（BIOHAZARD THE Experience）
- 脚本・演出：鈴木勝秀
- エンディングテーマ：Raychell

### パチンコ・パチスロ

#### パチンコ
- CRバイオハザード（大一商会、2013年12月稼動）
- CRバイオハザード0（大一商会、2015年4月稼動）

#### パチスロ
- パチスロ バイオハザード（山佐、2008年7月稼働）
- バイオハザード5（エンターライズ、2012年12月稼働）
- バイオハザード6（エンターライズ、2015年6月稼働）
- BIOHAZARD INTO THE PANIC（エンターライズ/スパイキー、2018年11月稼動）
- パチスロバイオハザード7 レジデント イービル（アデリオン、2021年2月稼動）

### 体感型ゲーム
- ある廃病院からの脱出 ESCAPE or DIE（SCRAP、初回：2012年7月19日〜9月23日[41]、再演：2016年12月9日〜2017年3月5日[42]）

リアル脱出ゲームとのコラボレーション。開催日程は休演日を含む。下記の「バイオハザード・ザ・エスケープ」とは異なる。
- The Party of Pandemic タイラントを撃破せよ!!（PKシアター、初回：2012年9月21日[43]・追加回：2012年11月26日・12月10日[44]）
- he Party of Pandemic 2（PKシアター、2013年1月27日・2月24日[45]）

バイオハザードシリーズをモチーフにしたレストラン「バイオハザード カフェ&グリル S.T.A.R.S」にて行われた合コン型謎解きゲーム。
- バイオザード t-ウィルス感染阻止（カプコン、2014年8月1日〜2015年1月31日[46][47]）

横須賀モアーズシティ8階にて行われた複数人で参加する「謎解きチャレンジ」全4種の内のひとつ。
- バイオハザード・ザ・エスケープ（ユニバーサル・スタジオ・ジャパン SCRAP、2015年1月23日〜5月10日[48]）
- バイオハザード・ザ・エスケープ2（ユニバーサル・スタジオ・ジャパン・SCRAP、2016年1月15日〜6月26日[49]）

USJのイベント「ユニバーサル・クールジャパン」の一環でリアル脱出ゲームとのコラボレーション。

### アトラクション
- BIOHAZARD 4D-EXECUTER（としまえん、2001年4月26日〜）サングラスのような眼鏡を装着してギミックチェアの上でミニシアターを鑑賞する。映画と連動して椅子が動く。映画のBIOHAZARD 4D-EXECUTERを題材にしたデジタルホラーアトラクションで"かなりの怖さ"として評判があった[50]。
- BIOHAZARD NIGHTMARE（東武動物公園、2001年4月27日〜）ゾンビが闊歩する広大な迷路を探検するお化け屋敷のようなアナログホラーアトラクション。リタイア者も続出する程で、「海外のアトラクションがイメージされる程怖い」とのコメントが出されている[50]。
- 戦慄迷宮EX.バイオハザード（富士急ハイランド、2007年10月10月6日〜2008年2月3日）
- アンブレラ社 〜t-ウィルス・エスケープ〜（ユニバーサル・スタジオ・ジャパン、2012年9月14日〜11月11日[51]）

ハロウィーン・ホラー・ナイト（en:Halloween Horror Nights）のコラボレーションイベントの一環でターミネーター2:3-Dの建物をアンブレラ社に仕立てたウォークスルーアトラクション。開催日程は休演日を含む。
- バイオハザード・ザ・リアル（ユニバーサル・スタジオ・ジャパン、2013年7月19日〜11月10日[52]）
- バイオハザード・ザ・リアル2（ユニバーサル・スタジオ・ジャパン、2014年8月8日〜11月9日[53]）
- バイオハザード・ザ・リアル3（ユニバーサル・スタジオ・ジャパン、2015年7月3日〜11月8日[54]）
- バイオハザード・ザ・エクストリーム（ユニバーサル・スタジオ・ジャパン、2019年9月7日〜11月4日）
- バイオハザード™・ザ・エクストリーム+（ユニバーサル・スタジオ・ジャパン、2022年9月8日〜11月6日[55]2023年9月8日〜11月5日[56]）
- バイオハザード™・ナイト・オブ・ヒーローズ（ユニバーサル・スタジオ・ジャパン、2024年9月6日〜11月4日[57]）

カプコン監修のもと、ユニバーサル・ピクチャーズが誇る映画技術を駆使したホラーアトラクション。開催日程は休演日を含む。

### VRアトラクション
- バイオハザード バリアントレイド（プラザカプコン池袋、2019年7月25日〜[58]）
- バイオハザード ウォークスルー ザ フィアー（プラザカプコン池袋、2019年10月26日〜[59]）

## 他作品での客演
- MARVEL VS. CAPCOM 2 NEW AGE OF HEROES – 『1』のジルが登場。必殺技、ハイパーコンボの演出でクリーチャーが登場。
- MARVEL VS. CAPCOM 3 Fate of Two Worlds – クリス、ウェスカー、ジルが登場。ジルはDLC配信。
  - ULTIMATE MARVEL VS. CAPCOM 3 – 上記3人に加え、『3』からネメシス-T型も登場。
- マーベル VS. カプコン:インフィニット – 前作から引き続いてクリスとネメシスが登場。
- SNK VS. CAPCOM 激突カードファイターズシリーズ – シリーズを通して多数のバイオハザードのキャラクターが登場。
- NAMCO x CAPCOM – 『ガンサバイバー4』のブルースと鳳鈴が登場。
- PROJECT X ZONE – クリス、ジル、ネメシス-T型の他、一部のクリーチャーが登場。
- PROJECT X ZONE 2:BRAVE NEW WORLD – クリス、ジル、レオン、エイダ、ネメシス-T型の他、一部のクリーチャーが登場。
- 鬼武者Soul – カプコンヒロインズとしてジル、クレア、エイダが武将となって登場し、一部のクリーチャーが敵として登場。
- ポケットファイター – 春麗がフラッシュコンボを使用する際に、ジルのコスチュームになる。
- WE LOVE GOLF! – 『3』におけるジルのコスチュームが登場している。
- デッドライジング – 同じくカプコンから発売された、バイオハザードとは異なるゾンビ主体のゲーム。
- 仮面ライダー 正義の系譜 – 本シリーズ（主に『1』のSS版や、『CODE:Veronica』一連など）の下請けを務めたXAXENTERTAINMENT（ザックス・エンターテインメント）が、このゲームの下請けにも関わっていたため、ゲーム内容が似通っている。システム面では『鬼武者』シリーズに近い。
- TEPPEN – カプコンの各キャラクターが異世界で戦うという設定で、主要登場人物（ヒーロー）としてウェスカー[60]、ジル[61]が登場。その他のゲーム中のカードとしてエイダ、クレア、レオンなど多数[62]。
- 大乱闘スマッシュブラザーズ SPECIAL – 期間限定イベントのスピリットとして、クリス、ジル、レオン、ウェスカーが登場。
- Dead by Daylight – バイオハザードとのコラボチャプターで新キラーにネメシス、新サバイバーにレオンとジルが登場し、新マップにラクーンシティ警察署が追加された[63]。